# Mercenari
|  | Aquest article tracta sobre els soldats. Si cerqueu els membres de l'orde de la Mercè, vegeu «Mercedari». |

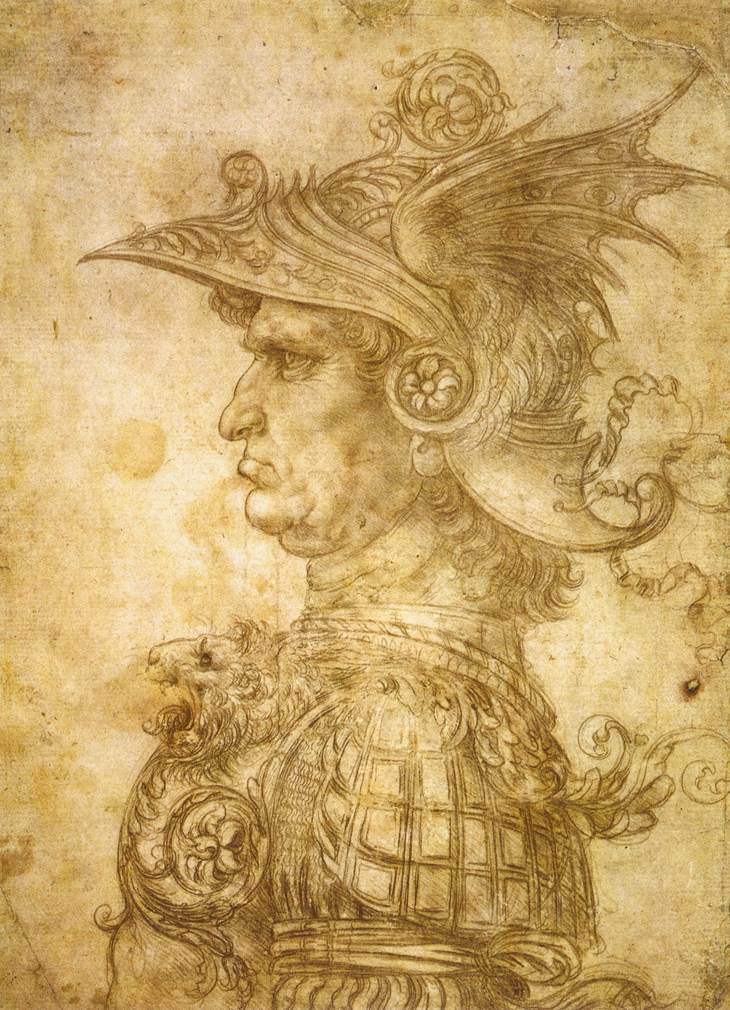
Profilo di capitano antico, de Leonardo da Vinci, també conegut com il Condottiero, 1480. Condotiero significa contratista en el seu sentit més literal, però passà a aplicar-se als caps dels grups mercenaris a Itàlia durant la baixa edat mitjana i el Renaixement.

Un mercenari, també anomenat soldat de fortuna o arma de lloguer, és una persona privada que s'uneix a un conflicte armat per a beneficis personals, és una altra banda aliena al conflicte i no és membre de cap altre militària oficial. Els mercenaris lluiten per diners o altres formes de pagament més que per interessos polítics. Hom sol considerar mercenaris aquella tropa que no forma part regularment d'un cos d'exèrcit, sinó que la comandància de l'exèrcit retribueix per a dur a terme una determinada tasca per un temps limitat (usualment una batalla o una campanya) i que no està regida per la disciplina comuna a l'exèrcit. El terme ha assolit connotacions despectives però és una figura estesa en totes les cultures al llarg del temps, com a l'Imperi Romà o el persa.
A partir del segle xx, els mercenaris s'han vist cada cop més amb menys dret a la protecció de les regles de guerra que els no mercenaris. Les Convencions de Ginebra declaren que els mercenaris no són reconeguts com a combatents legítims i no han de rebre les mateixes proteccions legals que el personal de servei capturat de les forces armades. A la pràctica, que una persona sigui o no un mercenari pot ser una qüestió de grau, ja que els interessos financers i polítics es poden solapar.

## Lleis nacionals i internacionals de la guerra
Vegeu també: Dret de guerra, Corsari, Patent de cors i Empresa militar privada
El Protocol Addicional GC 1977 (APGC77) és un protocol d'esmena de 1977 a les Convencions de Ginebra. L'article 47 del protocol proporciona la definició internacional més acceptada de mercenari, tot i que no està avalada per alguns països, inclosos els Estats Units. El Protocol Addicional als Convenis de Ginebra de 12 d'agost de 1949, i relatiu a la protecció de les víctimes dels conflictes armats internacionals (Protocol I), de 8 de juny de 1977 estableix:
| « | Art 47. Mercenaris Un mercenari no tindrà dret a ser combatent o presoner de guerra. Un mercenari és qualsevol persona que: (a) sigui especialment reclutat localment o a l'estranger per lluitar en un conflicte armat; (b) de fet, participa directament en les hostilitats; (c) està motivat per participar en les hostilitats essencialment pel desig de beneficis privats i, de fet, se li promet, per o en nom d'una part en conflicte, una compensació material substancialment superior a la promesa o pagada als combatents de rangs i funcions similars a les forces armades d'aquest partit; (d) no és ni nacional d'una part en conflicte ni resident en un territori controlat per una part en conflicte; (e) no és membre de les forces armades d'una part en conflicte; i (f) no ha estat enviat per un Estat que no sigui part en el conflicte en funcions oficials com a membre de les seves forces armades. | » |

Tots els criteris, tal com s'enumeren als apartats 2 (a) i 2 (f), s'han de complir, segons la Convenció de Ginebra, perquè un combatent sigui considerat mercenari. Tot i que els mercenaris no gaudeixen de la mateixa protecció que els presoners de guerra, encara han de ser tractats humanament segons les regles del Protocol i no poden ser castigats sense un judici.
El 4 de desembre de 1989, les Nacions Unides van aprovar la resolució 44/34, la Convenció internacional contra el reclutament, l'ús, el finançament i l'entrenament de mercenaris. Va entrar en vigor el 20 d'octubre de 2001 i es coneix habitualment com la Convenció de l'ONU sobre els mercenaris. L'article 1 de la Convenció sobre mercenaris de l'ONU conté la definició de mercenari. L'article 1.1 és similar a l'article 47 del Protocol I. L'article 1.2 amplia la definició per incloure un no nacional reclutat per enderrocar un "Govern o soscavar d'una altra manera l'ordre constitucional d'un Estat; o minar la integritat territorial de un Estat"; i "Està motivat per participar-hi essencialment pel desig de beneficis privats significatius i està motivat per la promesa o el pagament d'una compensació material". Segons l'article 1.2, una persona no ha de participar directament en les hostilitats en un cop d'estat previst per ser mercenari.

### Alemanya
És un delicte "reclutar" ciutadans alemanys "per a un servei militar en una instal·lació militar o de tipus militar en suport d'una potència estrangera" (§109h StGB).
A més, un ciutadà alemany que s'allista a les forces armades d'un estat del qual també és ciutadà corre el risc de perdre la seva ciutadania (§28 StAG).

### Àustria
Si es demostra que una persona ha treballat com a mercenari per a qualsevol altre país mentre conserva la ciutadania austríaca, la seva ciutadania austríaca serà revocada.

### Estats Units
Els civils de les Forces Armades dels Estats Units perden la protecció del dret de guerra d'atac directe si, i durant el temps, participen directament en les hostilitats.
La Llei Anti-Pinkerton de 1893 (5 U.S.C. § 3108) prohibeix al govern dels Estats Units utilitzar empleats de l'Agència Nacional de Detectius Pinkerton o companyies de policia privada similars.
El 1977, la Cort d'Apel·lacions dels Estats Units per al Cinquè Circuit va interpretar la Llei Anti-Pinkerton com una prohibició al govern dels Estats Units d'emprar empreses que oferissin "forces mercenaris i quasi militars" de lloguer (Estats Units ex rel. Weinberger v. Equifax, 557). F.2d 456, 462 (5th Cir. 1977), cert. denegat, 434 US 1035 (1978)). Hi ha desacord sobre si aquesta proscripció es limita només als trencavagues, perquè Weinberger v. Equifax afirma el següent:
| «                                                                                            | El propòsit de la Llei i la història legislativa revelen que una organització era "similar" a l'Agència de Detectius Pinkerton només si oferia per contractar forces mercenàries, quasi militars com a trencavagues i guàrdies armats. Va tenir l'efecte secundari de dissuadir qualsevol altra organització de proporcionar aquests serveis per no ser qualificada d'"organització similar". La història legislativa recolza aquesta visió i cap altra. | » |
| — — Cort d'Apel·lacions dels Estats Units per al Cinquè Circuit, Weinberger v. Equifax, 1977 | |   |

A la Carta del 7 de juny de 1978 als caps dels departaments i agències federals, la Intervenció General va interpretar aquesta decisió d'una manera que va establir una exempció per als "Serveis de guàrdia i protecció".
Una norma provisional del Departament de Defensa dels Estats Units (DoD) va revisar la Instrucció 3020.41 del DoD per autoritzar els contractistes, que no siguin contractistes de seguretat privada, a utilitzar la força letal contra les forces armades enemigues només en autodefensa (71 Fed. Reg. 34826), efectiu el 16 de juny. 2006. D'acord amb aquesta regla provisional, els contractistes de seguretat privada estaven autoritzats a utilitzar la força letal per protegir els actius i les persones dels seus clients, d'acord amb la declaració de missió del seu contracte . Una interpretació és que això autoritzava els contractistes a participar en combats en nom del govern dels Estats Units. És responsabilitat del comandant combatent assegurar-se que les declaracions de la missió del contracte de seguretat privada no autoritzin la realització de funcions militars inherentment governamentals, és a dir, atacs preventius, assalts o incursions, etc.
El 18 d'agost de 2006, la Intervenció General dels Estats Units va rebutjar els arguments de protesta que els contractes de l'exèrcit dels Estats Units violaven la Llei Anti-Pinkerton en exigir que els contractistes proporcionessin vehicles d'escorta de combois armats i mà d'obra, armes i equipament per a les operacions de seguretat interna al complex de la base Victòria a l'Iraq. La Intervenció General va raonar que l'acte no era violat perquè els contractes no requerien que els contractistes proporcionessin forces quasi militars com a trencavagues.
L'any 2007, l'exèrcit nord-americà va ser prohibit temporalment d'adjudicar un contracte de seguretat de 475 milions de dòlars a l'Iraq, el més gran en aquell moment, a causa d'una demanda presentada per un ciutadà nord-americà al·legant una violació de la Llei Anti-Pinkerton de 1893. Tres dels candidats sota la consideració final del contracte (per incloure serveis d'intel·ligència i seguretat per als treballs de reconstrucció per part del Cos d'Enginyers de l'Exèrcit dels Estats Units) incloïa les empreses britàniques Aegis Defence Services i Erinys Iraq, així com Blackwater de Carolina del Nord. Posteriorment, el cas va ser desestimat.

### França
L'any 2003, França va criminalitzar les activitats mercenàries, tal com es defineix pel protocol de la Convenció de Ginebra per als ciutadans francesos, els residents permanents i les persones jurídiques (Codi Penal, http://www.legifrance.gouv.fr/WAspad/UnArticleDeCode?code=CPENALLL.rcv&art=436-1 L436-1], L436-2, L436-3, L436-4, L436-5). Aquesta llei no impedeix als ciutadans francesos servir com a voluntaris en forces estrangeres. La llei s'aplica a les activitats militars amb un motiu específicament mercenari o amb un nivell de remuneració mercenari. Tanmateix, a causa de les llacunes jurisdiccionals, diverses empreses franceses ofereixen serveis mercenaris.
L'estat francès posseeix el 50% de Défense conseil international, que va fundar, una empresa militar privada (PMC) que no subministra cap combatent, però que serveix per exportar serveis d'entrenament militar. Va obtenir un benefici de 222 milions d'euros el 2019.

### Regne Unit
Al Regne Unit, la Foreign Enlistment Act 1819 i la Llei d'allistament estranger de 1870 fan il·legal que els súbdits britànics s'uneixin a les forces armades de qualsevol estat en guerra amb un altre estat en pau amb la Gran Bretanya. Durant la guerra d'independència de Grècia, voluntaris britànics van lluitar amb els rebels grecs, cosa que podria haver estat il·legal segons la Llei d'allistament estranger. No estava clar si els rebels grecs constituïen o no un "estat", però la llei es va aclarir més tard per indicar que ho eren.
El govern britànic va considerar utilitzar la Llei contra súbdits britànics que lluitaven a les Brigades Internacionals a la guerra civil espanyola i el FNLA en la guerra civil angolesa, però en ambdues ocasions va optar per no fer-ho.

### Sud-àfrica
L'any 1998, Sud-àfrica va aprovar la Llei d'Assistència Militar Estrangera que prohibia als ciutadans i residents qualsevol implicació en guerres estrangeres, excepte en les operacions humanitàries, tret que un comitè governamental n'aprové el desplegament. L'any 2005, el govern va revisar la legislació perquè:
- Ciutadans sud-africans treballaven com a guàrdies de seguretat a l'Iraq durant l'ocupació nord-americana de l'Iraq;
- conseqüències del cas de patrocini de soldats mercenaris contra Mark Thatcher pel "possible finançament i assistència logística amb relació a un presumpte intent de cop a Guinea Equatorial" organitzat per Simon Mann.[11]

A partir del 2010, Sud-àfrica prohibeix als ciutadans lluitar en guerres estrangeres tret que estiguin sota el control directe de les seves pròpies forces armades nacionals.

## Militars nacionals d'origen estranger
Les unitats de combat més conegudes en què els estrangers serveixen a les forces armades d'un altre país són els regiments Gurkha de l'exèrcit britànic i l'exèrcit indi, la Legió Estrangera Francesa, la Legió Espanyola i la Legió Estrangera d'Ucraïna.
Els reclutes de països de la Commonwealth of Nations a l'exèrcit britànic juren lleialtat al monarca britànic i poden operar en qualsevol unitat. Els Gurkhas, però, operen en unitats de Gurkhas de l'exèrcit britànic (concretament unitats que són administrades per la Brigada Gurkhas) i l'exèrcit indi. Encara que són nacionals del Nepal, un país que no forma part de la Commonwealth, encara juren lleialtat (ja sigui a la Corona o a la Constitució de l'Índia) i compleixen les normes i regulacions sota les quals serveixen tots els soldats britànics o indis. Els legionaris estrangers francesos serveixen a la Legió estrangera francesa, que es desplega i lluita com a unitat organitzada de l'exèrcit francès. Això significa que, com a membres de les forces armades de la Gran Bretanya, Índia i França, aquests soldats no estan classificats com a soldats mercenaris per APGC77 Art 47.e i 47.f. Els voluntaris de la legió estrangera d'Ucraïna tenen contractes de tres anys i són elegibles per a la ciutadania ucraïnesa (el període de prova és la durada de la guerra).

## Empreses militars privades
L'empresa militar privada (PMC) és una empresa privada que ofereix serveis de seguretat o de combat armat per obtenir beneficis econòmics. Els PMC es refereixen al seu personal com a contractistes de seguretat o contractistes militars privats. Els contractistes de PMC són civils (en organitzacions governamentals, internacionals i civils) autoritzats per acompanyar un exèrcit al camp; així, el terme contractista civil. Les PMC poden utilitzar la força armada, definida com: "empreses legalment establertes que obtenen beneficis, ja sigui proporcionant serveis que impliquin l'exercici potencial de la força [armada] de manera sistemàtica i per mitjans militars, i/o mitjançant la transferència d'aquest potencial a clients mitjançant la formació i altres pràctiques, com ara el suport logístic, la compra d'equips i la recollida d'intel·ligència".
Les forces paramilitars privades són exèrcits mercenaris funcionalment, encara que poden servir com a guàrdies de seguretat o assessors militars; tanmateix, els governs nacionals es reserven el dret de controlar el nombre, la naturalesa i l'armament d'aquests exèrcits privats, argumentant que, sempre que no s'empren de manera proactiva en el combat de primera línia, no són mercenaris. Al febrer de 2002, un informe de l'Oficina d'Afers Exteriors i de la Commonwealth britànica (FCO) sobre els PMC va assenyalar que les demandes del servei militar de l'ONU i les organitzacions civils internacionals podrien significar que és més barat pagar els PMC que utilitzar soldats. Els "contractistes civils" de la PMC tendeixen a tenir mala reputació entre els soldats professionals del govern i els oficials; el Comandament Militar dels EUA ha qüestionat el seu comportament en zona de guerra.
El setembre de 2005, el general de brigada Karl Horst, comandant adjunt de la Tercera Divisió d'Infanteria encarregat de la seguretat de Bagdad després de la invasió de l'Iraq el 2003, va dir sobre DynCorp i altres PMC:
| « | Aquests nois corren solts en aquest país i fan coses estúpides. No hi ha cap autoritat sobre ells, per la qual cosa no els pots atacar amb força quan augmenten la força... Disparen a la gent i algú més ha de fer front a les conseqüències. Passa per tot arreu. | » |

El 2004, els governs dels Estats Units i de la coalició van contractar PMC per a la seguretat a l'Iraq. El març de 2004, quatre empleats de Blackwater que escortaven subministraments d'aliments i altres equips van ser atacats i morts a Fallujah en un atac gravat en vídeo; les morts i els posteriors desmembraments van ser una de les causes de la Primera Batalla de Falujah.

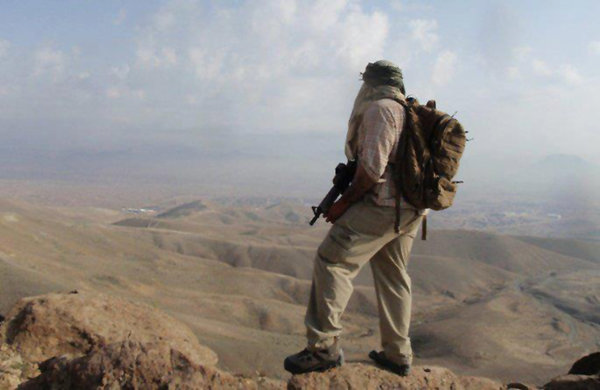
Contractista militar privat a la província de Badakhxan, Afganistan, 2006

Les operacions de la guerra afganesa també van impulsar el negoci. Els Estats Units han fet un ús extensiu dels PMC a l'Afganistan des de 2001, principalment en un paper defensiu. Els equips PMC s'han utilitzat per protegir bases i protegir els VIP dels assassins talibans, però gairebé mai en operacions ofensives. Un mercenari va declarar sobre la seva feina a l'Afganistan: "Estem allà només per protegir els directors i treure'ls, no hi som per entrar en grans baralles amb els dolents". Un equip de DynCorp va proporcionar guardaespatlles al president Hamid Karzai.

### Colòmbia
L'any 2006, un informe del Congrés dels Estats Units va enumerar una sèrie de PMC i altres empreses que havien signat contractes per dur a terme operacions antinarcòtics i activitats relacionades com a part del Pla Colòmbia. En referència a l'ús de PMC nord-americans a Colòmbia, l'antic ambaixador nord-americà a Colòmbia Myles Frechette va dir: "El Congrés i el poble nord-americà no volen que mati cap militar a l'estranger. Per tant, té sentit que si els contractistes volen arriscar les seves vides, que se n'ocupin ells de la feina".
No només han treballat PMC estrangers a Colòmbia, sinó que un nombre desproporcionat de mercenaris amb PMC són colombians, ja que la llarga història de guerra civil de Colòmbia ha provocat un excedent de soldats experimentats. A més, els soldats colombians són molt més barats que els soldats dels països desenvolupats. PMC de diversos països de l'Orient Mitjà han signat contractes amb el Ministeri de Defensa de Colòmbia per dur a terme activitats de seguretat o militars.

### Les preocupacions de l'ONU sobre la legalitat dels PMC
Les Nacions Unides qüestionen si els soldats de la PMC són prou responsables de les seves accions a la zona de guerra. Un argument comú per utilitzar els PMC (utilitzats pels mateixos PMC) és que els PMC poden ajudar a combatre el genocidi i la matança de civils quan l'ONU o altres països no volen o no poden intervenir. No obstant això, després de considerar l'ús de PMC per donar suport a les operacions de l'ONU, Kofi Annan, el secretari general de les Nacions Unides, va decidir no fer-ho.
L'octubre de 2007, les Nacions Unides van publicar un estudi de dos anys que afirmava que, tot i que es contractaven com a "guàrdies de seguretat", els contractistes privats estaven complint tasques militars. L'informe va trobar que l'ús de contractistes com Blackwater era una "nova forma d'activitat mercenària" i il·legal segons el dret internacional.
La majoria de països, inclosos els Estats Units i el Regne Unit, no són signataris de la Convenció sobre mercenaris de les Nacions Unides de 1989 que prohibeix l'ús de mercenaris. Un portaveu de la Missió dels Estats Units a l'ONU va negar que els guàrdies de seguretat de Blackwater fossin mercenaris, dient que "les acusacions que els guàrdies de seguretat contractats pel govern dels Estats Units, siguin de la nacionalitat que sigui, són mercenaris són inexactes i degradants per als homes i dones que arrisquen la seva vida per protegir persones i instal·lacions cada dia".

## Història

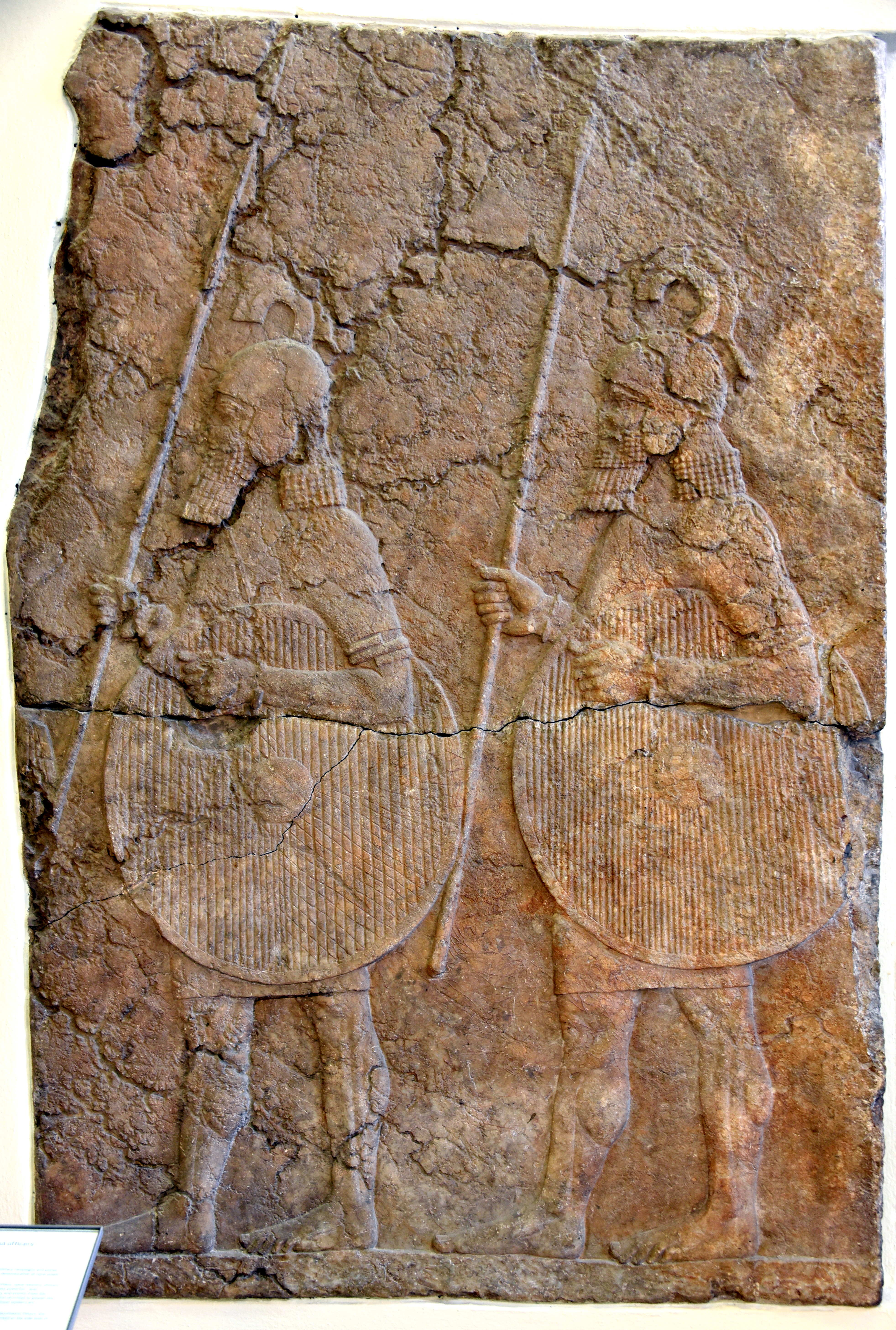
Bajorrelleu d'alabastre, mercenaris no assiris de l'exèrcit assiri. Des del Palau Sud-Oest, Nínive.

### Europa

#### Època clàssica

##### Mercenaris grecs a l'Imperi Persa

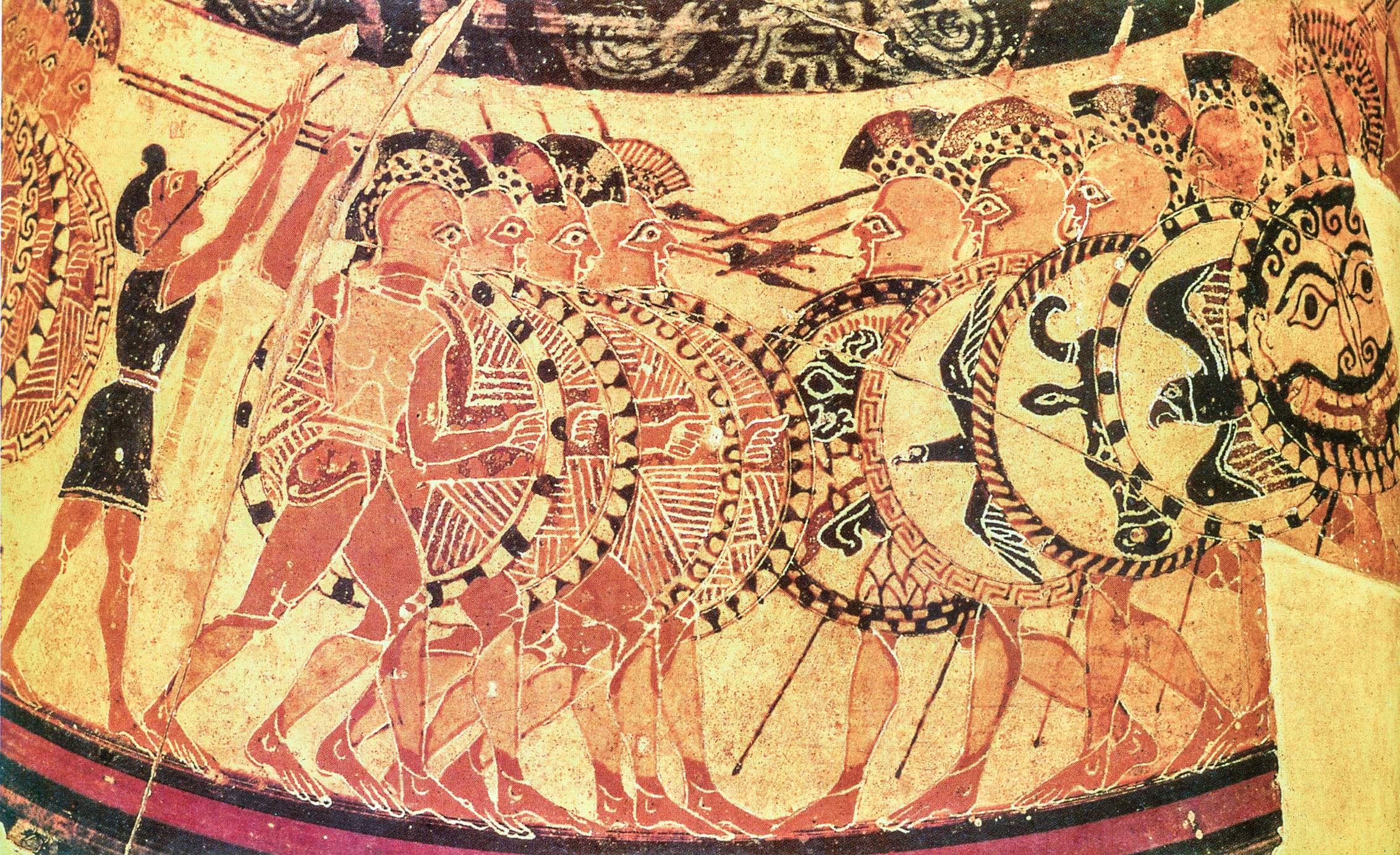
Gerro Chigi amb hoplites sostenint javelines i llances

- Xerxes I, rei de Pèrsia, va emprar mercenaris arcadis durant la seva invasió de Grècia.[29]
- A Anabasis, Xenofont explica com Cir el Jove va contractar un gran exèrcit de mercenaris grecs (els " Deu mil") l'any 401 aC per apoderar-se del tron de Pèrsia al seu germà, Artaxerxes II. Tot i que l'exèrcit de Cir va ser victoriós en la batalla de Cunaxa, el mateix Cir va resultar mort a la batalla i l'expedició va quedar discutida. Encallats en el territori enemic, el general espartà Clearc i la majoria dels altres generals grecs van ser posteriorment assassinats per traïció. Xenofont va tenir un paper fonamental en animar l'exèrcit grec "Els deu mil" a marxar cap al nord cap al mar Negre en una retirada de lluita èpica.[30]
- Els sileraioi eren un grup d'antics mercenaris molt probablement empleats pel tirà Dionís I de Siracusa.[31]
- L'any 378 aC l'Imperi Persa va contractar el general atenenc Ifícrates amb els seus mercenaris a la campanya d'Egipte.[32]
- El sàtrapa Mània de Frígia va utilitzar mercenaris grecs per capturar altres ciutats de la regió.[33]
- Memnon de Rodes (380-333 aC) va ser el comandant dels mercenaris grecs que treballaven per al rei persa Darius III quan Alexandre el Gran de Macedònia va envair Pèrsia l'any 334 aC i va guanyar la batalla del Granic.[34] Alexandre també va emprar mercenaris grecs durant les seves campanyes. Aquests eren homes que van lluitar per ell directament i no aquells que van lluitar en unitats ciutat-estat adscrites al seu exèrcit.[35]

##### Mercenaris grecs a l'antiga Índia
- Els poemes tàmils descriuen els soldats grecs que servien com a mercenaris dels reis indis com: "Els Iavanes (grecs) d'ulls valents , els cossos dels quals eren forts i d'aspecte terrible".[36]
- Alfred Charles Auguste Foucher va dir que algunes de les tropes de Mara a les escultures de Gandhara poden representar mercenaris grecs.[37]
- Esteve de Bizanci va escriure sobre una ciutat anomenada Daedala o Daidala (grec antic: Δαίδαλα) a l'Índia,[38] que va anomenar indocretenca, molt probablement perquè era un assentament de mercenaris cretencs.[39]

##### Cartago
- Cartago va contractar pastors de les illes Balears com a foners durant les guerres púniques contra Roma.[40] La gran majoria dels militars cartaginesos –excepte els oficials més alts, la marina i la guàrdia interna– eren mercenaris.[41]
- Xantip de Cartago va ser un general mercenari espartà empleat per Cartago.
- Els mercenaris grecs van ser contractats per Cartago per lluitar contra Dionís I de Siracusa. Dionís va fer que Cartago pagués un rescat molt alt pels presoners cartaginesos, però va deixar lliures els mercenaris grecs presoners sense cap rescat. Això va fer que els cartaginesos sospitaven dels seus mercenaris grecs i els va acomiadar a tots del seu servei. Amb aquest truc Dionís no va haver de tornar a lluitar contra els mercenaris grecs de Cartago que eren enemics molt perillosos.[42]

##### Imperi Romà d'Orient
Durant el declivi de l'Imperi Romà d'Occident, per als emperadors i generals esdevé cada cop més difícil aixecar unitats militars de la ciutadania per diferents motius: manca de mà d'obra, manca de temps disponible per a la formació, manca de materials i, inevitablement, consideracions polítiques. Per tant, a partir de finals del segle iv, l'imperi sovint contractava bandes senceres de bàrbars, sigui dins de les legions o com a foederati autònoms. Els bàrbars es van romanitzar i els veterans supervivents es van establir en zones que requerien població La Guàrdia varega de l'Imperi Romà d'Orient és la formació més coneguda formada per mercenaris bàrbars.

##### Altres
- Els membres de tribus tràcies independents com els Bessi i els Dii sovint s'unien a les files de grans exèrcits organitzats com a mercenaris.
- Els Fills de Mart eren mercenaris italians utilitzats pels reis grecs de Siracusa fins després de les guerres púniques.[44]
- Una figura de la llegenda oral, Milesius va rebre la princesa Scota després de dur a terme una campanya reeixida per l'antic Egipte.[45]
- Mitridates VI Eupator va reclutar un gran nombre d'iranians juntament amb els gàlates a l'exèrcit pòntic durant les guerres mitridàtiques contra Roma, utilitzant els leucosiris, els perses i els escites.
- Els Il·liris van ser contractats a través dels Balcans i més enllà. Eren coneguts per la seva falta de fiabilitat.[46]

#### Guerra medieval
Els emperadors romans d'Orient van seguir la pràctica romana i van contractar estrangers especialment per a la seva guàrdia personal anomenada Guàrdia varega. Eren escollits entre els pobles propensos a la guerra, dels quals es preferien els varegs (nòrdics). La seva missió era protegir l'emperador i l'Imperi i com que no tenien vincles amb els grecs, s'esperava que estiguessin preparats per reprimir les rebel·lions. Un dels guàrdies més famosos va ser el futur rei Harald III de Noruega, també conegut com Harald Hardrada ("Consell dur"), que va arribar a Constantinoble l'any 1035 i va ser emprat com a guàrdia varang. Va participar en divuit batalles i va ser ascendit a akolythos, el comandant de la Guàrdia, abans de tornar a casa el 1043. Va ser mort en la batalla de Stamford Bridge el 1066 quan el seu exèrcit va ser derrotat per un exèrcit anglès comandat pel rei Harold Godwinson. El punt en què els varangs van deixar d'estar al servei de l'Imperi Romà no és clar.
A Anglaterra en l'època de la conquesta normanda, els flamencs van formar un element mercenari substancial a les forces de Guillem el Conqueridor i molts van romandre a Anglaterra com a colons sota els normands. Els contingents de soldats flamencs mercenaris havien de formar forces importants a Anglaterra durant l'època de les dinasties normandes i dels primers Plantagenet (segles xi i xii). Un exemple destacat d'aquests van ser els flamencs que van lluitar durant les guerres civils angleses, conegudes com l'anarquia o l'hivern de dinou anys (1135-1154 dC), sota el comandament de Guillem d'Ypres, que era el tinent en cap del rei Esteve de 1139 a 1154 i que va ser nomenat comte de Kent per Esteve.
A Itàlia, el condottiero era un cap militar que oferia les seves tropes, els condottieri, a les ciutats-estat italianes. Els condottieri van ser utilitzats àmpliament per les ciutats-estat italianes en les seves guerres entre si. De vegades, els condottieri s'apoderaven del control de l'estat, ja que un condottiero, Francesco Sforza, es va convertir en duc de Milà el 1450.
Durant l'època dels regnes de taifa de la península Ibèrica, cavallers cristians com el Cid podien lluitar per un governant musulmà contra els seus enemics cristians o musulmans.

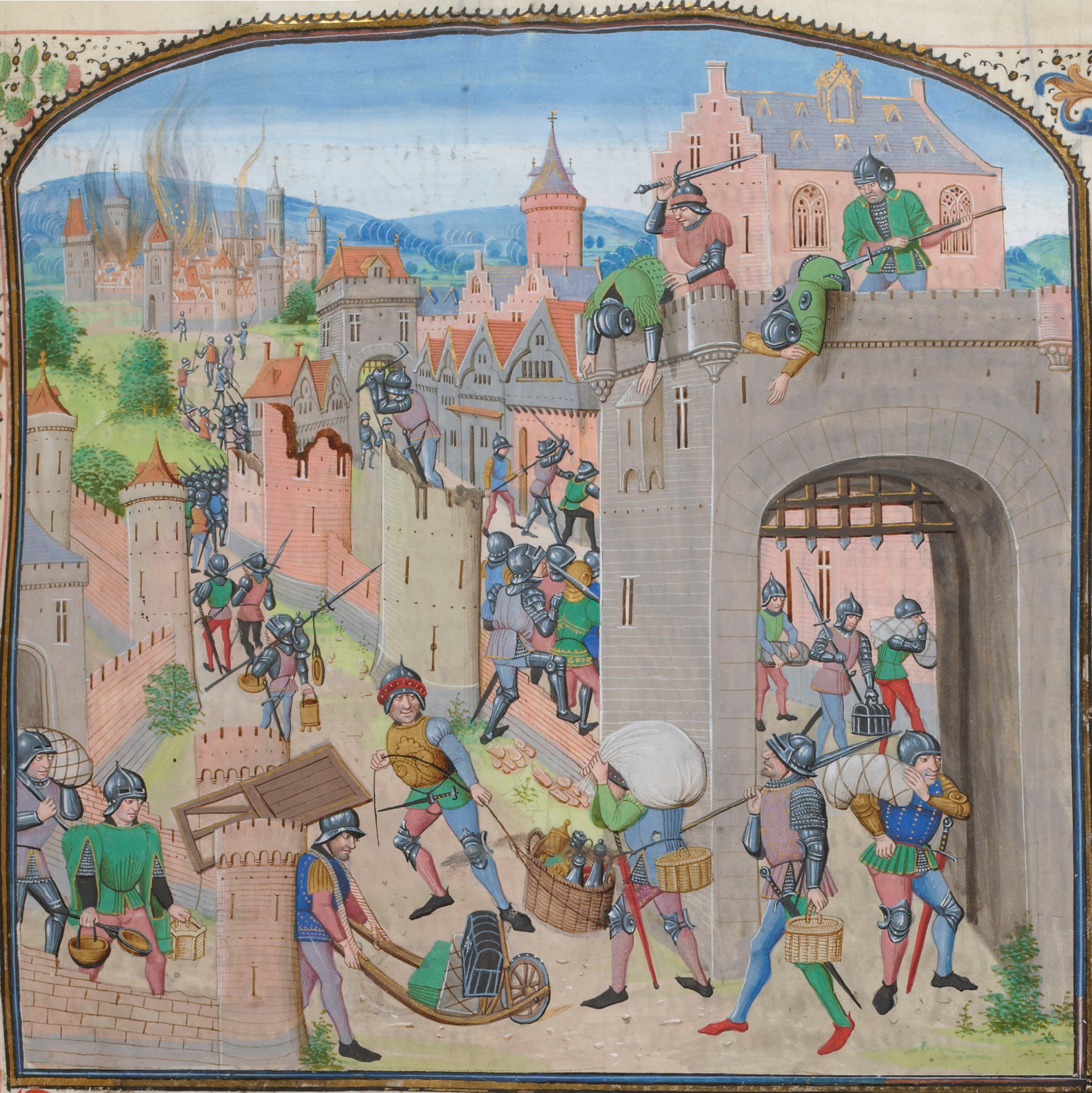
Els routiers Tard-Venus saquegen Grammont el 1362, de les Cròniques de Froissart.

Durant la Baixa Edat Mitjana es van formar les Companyies Lliures (o Llances Lliures), formades per companyies de tropes mercenàries. Els estats nació no tenien els fons necessaris per mantenir les forces permanents, de manera que tendien a contractar companyies lliures per servir als seus exèrcits durant la guerra. Aquestes empreses es formaven normalment al final dels períodes de conflicte, quan els homes d'armes ja no eren necessaris pels seus respectius governs. Els soldats veterans buscaven així altres formes d'ocupació, convertint-se sovint en mercenaris. Les Companyies Lliures sovint s'especialitzaven en formes de combat que requerien períodes més llargs d'entrenament que no estaven disponibles en forma de milícia mobilitzada.
Els Routiers van formar una subcultura distintiva a la França medieval que alternava entre servir com a mercenaris en temps de guerra i bandits en temps de pau. Els routiers van ser molt destructius i es van convertir en un problema social important. Després que el Tractat de Brétigny va posar fi a la guerra entre Anglaterra i França el 1360, el camp francès va ser envaït per les Companyies Lliures de Routiers mentre que la Corona francesa no tenia la força militar i econòmica necessària per posar fi a les seves activitats. Per alliberar França dels mercenaris arrasats i per enderrocar el rei pro-anglès Pere el Cruel de Castella, el mariscal Bertrand du Guesclin va rebre l'ordre del rei Carles V de França de portar les Companyies Lliures a Castella amb l'ordre de posar el pro-francès Enric de Trastámara al tron castellà. Els mercantils de Guesclin s'organitzaven en les Grans Companyies i les Companyies Franceses i van ocupar un paper decisiu en la posada al tron castellà d'Enric l'any 1369, que s'autodenominava rei Enric II, primer monarca castellà de la Casa de Trastàmara.
La Companyia Blanca comandada per Sir John Hawkwood és la companyia lliure anglesa més coneguda del segle xiv. Entre els segles XIII i XVII, els Gallowglass van lluitar a les illes de la Gran Bretanya i també a Europa continental. Un gal·lès Owain Lawgoch (Owain de la Mà Roja) va formar una companyia lliure i va lluitar pels francesos contra els anglesos durant la Guerra dels Cent Anys, abans de ser assassinat per un escocès anomenat Jon Lamb, sota les ordres de la Corona anglesa, durant el setge de Mortagne el 1378.

##### Mercenaris a Catalunya

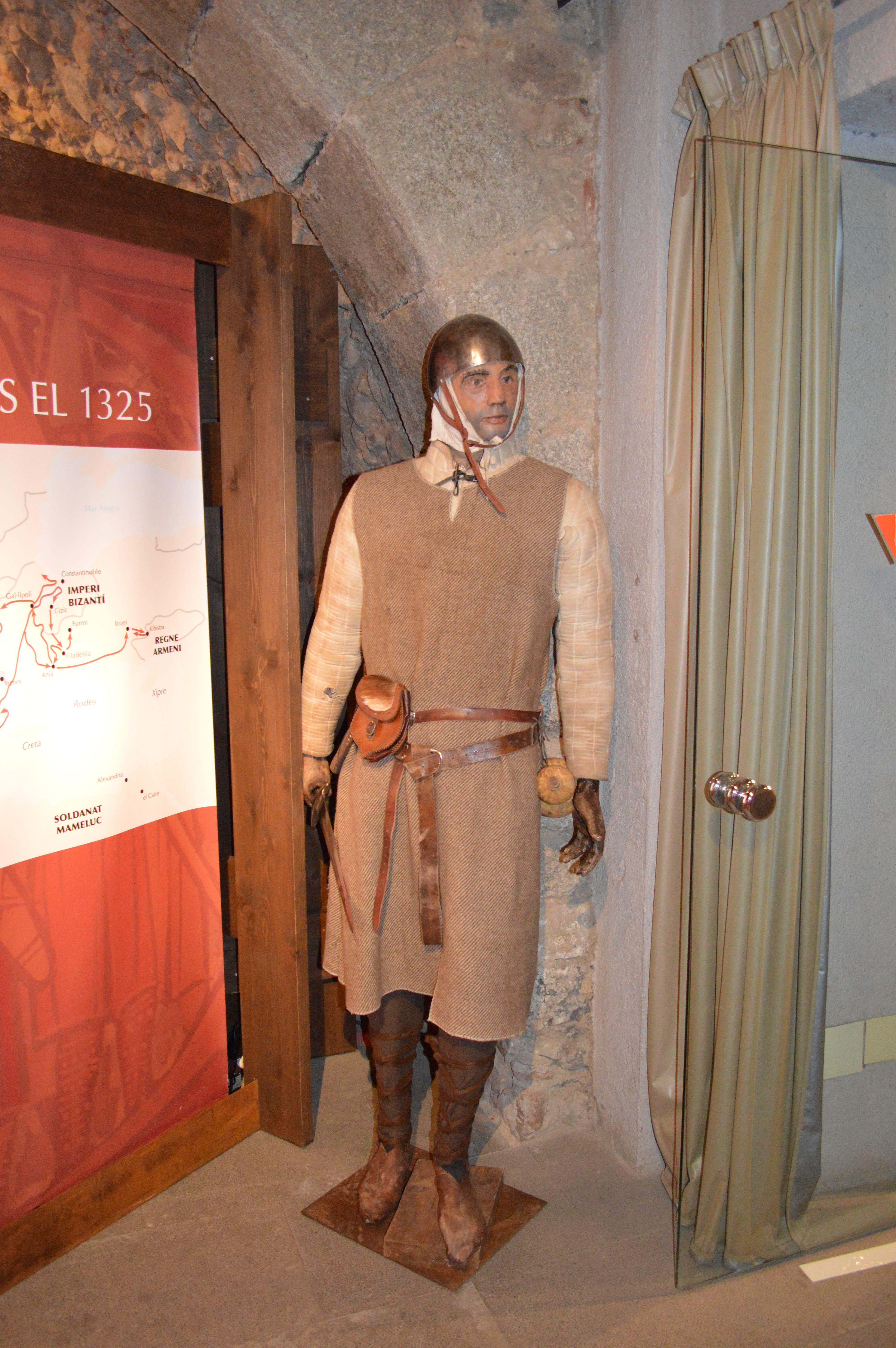
Almogàver

Als segles x i xi, probablement, molts homes dels comtats catalans feren de mercenaris en terres d'Al-Àndalus. L'exemple més bo de la importància d'aquesta activitat és l'expedició de l'any 1010, en què participaren comtes i bisbes i, en la qual, els beneficis foren importants.
Bona part de les entrades d'or que hi hagué a Catalunya, al segle xi, derivaven d'activitats guerreres.
Els almogàvers van lluitar originàriament pels comtes de Barcelona i els reis d'Aragó, però com a Companyia Catalana van seguir a Roger de Flor al servei de l'Imperi Romà d'Orient. El 1311, la Gran Companyia Catalana va derrotar en la batalla d'Halmirós el seu antic patró, Gualter V de Brienne, després que aquest es negués a pagar-los, i es va fer càrrec del ducat d'Atenes. La Gran Companyia va governar gran part del centre i el sud de Grècia fins que entre 1388 i 1390 es va contractar una companyia mercenària rival, la Companyia navarresa per expulsar-los. Els mercenaris catalans i alemanys també van tenir un paper destacat en la victòria sèrbia sobre els búlgars en la batalla de Velbuzd el 1330.
Ja al segle xiv, Bertrand Du Guesclin, bretó, mercenari, capità de les Companyies Blanques (uns deu mil homes), participà en l'anomenada Guerra dels Dos Peres (1356-1365), al costat de Pere III de la Corona d'Aragó i d'Enric de Trastàmara, pretendent al tron de Castella.

#### Segles XV i XVI

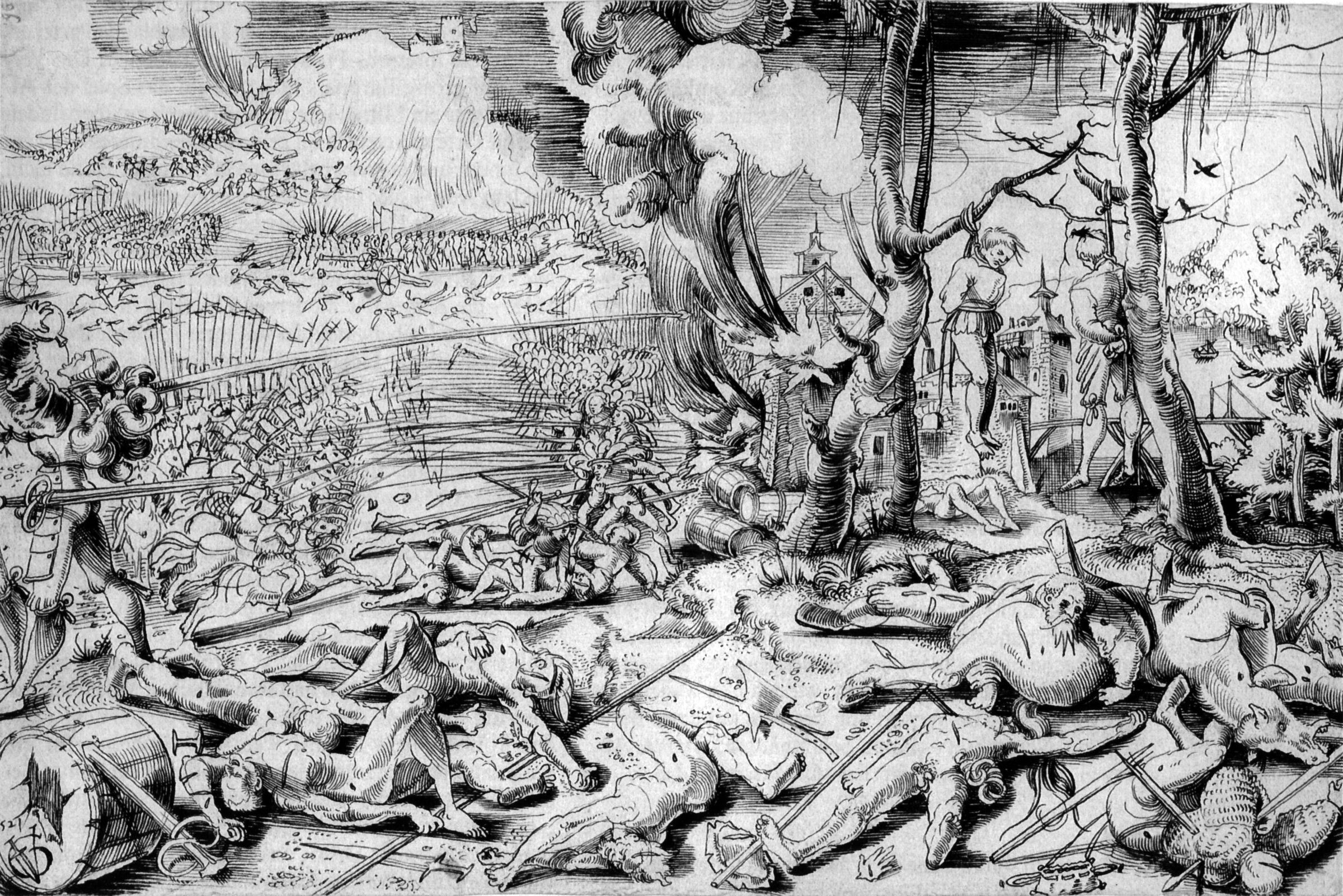
El camp de la batalla de Marignano, dibuix d'Urs Graf, ell mateix un mercenari suís que potser hi va lluitar

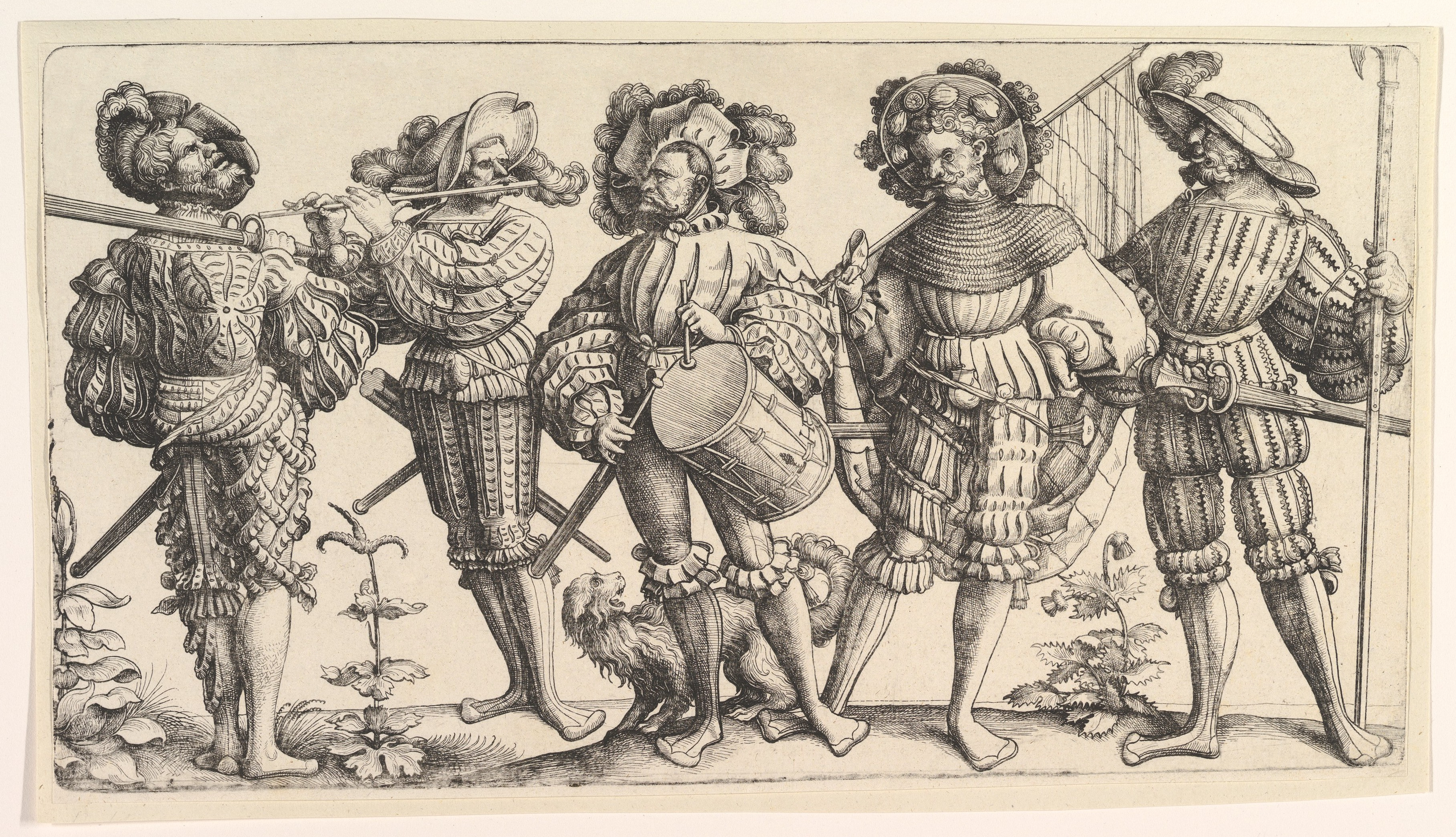
Landsknechte, aiguafort de Daniel Hopfer, c.  1530

Els mercenaris suïssos van ser buscats durant el final del segle xv i principis del XVI com una força de combat eficaç, fins que les seves formacions de batalla una mica rígides es van tornar vulnerables als arcabussos i l'artilleria que es desenvolupen al mateix temps. La Guàrdia Suïssa en particular van ser emprades pels Estats Pontificis a partir de 1506 (continuant a servir avui com l'exèrcit de la Ciutat del Vaticà).
Va ser aleshores quan els ansquenets alemanys , mercenaris colorits i amb una reputació dubtable, es van fer càrrec del llegat de les forces suïsses i es van convertir en la força més formidable de finals del segle xv i al llarg del segle xvi, sent contractats per totes les potències d'Europa i sovint lluitant contra costats oposats. Sir Thomas More a la seva Utopia va defensar l'ús de mercenaris amb preferència als ciutadans. Es creu que els mercenaris bàrbars empleats pels utòpics estan inspirats en els mercenaris suïssos.
Una classe de mercenaris coneguts com els Gallowglass van dominar la guerra a Irlanda i Escòcia entre els segles XIII i XVI. Eren una força d'elit fortament armada i blindada que sovint funcionava com a guardaespatlles d'un cap.
Aproximadament al mateix període, Nicolau Maquiavel va argumentar en contra de l'ús d'exèrcits mercenaris en el seu llibre de consells polítics El príncep. La seva raó va ser que, com que l'única motivació dels mercenaris és el seu sou, no s'inclinaran a assumir el tipus de riscos que poden canviar el rumb d'una batalla, però poden costar-los la vida. També va assenyalar que un mercenari que va fracassar, òbviament, no era bo, però un que ho tingués pot ser encara més perillós. Va assenyalar astutament que un exèrcit mercenari d'èxit ja no necessita el seu patró si és més poderós militarment que el seu suposat superior. Això explicava les freqüents i violentes traïcions que caracteritzaven les relacions mercenaris/clients a Itàlia, perquè cap de les parts confiava en l'altra. Creia que els ciutadans amb un autèntic afecció al seu país d'origen estaran més motivats per defensar-lo i fer així molts millors soldats.
Els Stratioti o Stradioti (italià : Stradioti o Stradiotti; grec : Στρατιώτες, Stratiotes) van ser unitats mercenàries dels Balcans reclutades principalment pels estats del sud i centre d'Europa des del segle xv fins a mitjans del segle xviii. Els stradioti van ser reclutats a Albània, Grècia, Dalmàcia , Sèrbia i més tard a Xipre. La majoria dels historiadors moderns han indicat que els Stratioti eren majoritàriament albanesos. Segons un estudi d'un autor grec, al voltant del 80% dels noms enumerats atribuïts als stradioti eren d'origen albanès mentre que la majoria de la resta, especialment els d'oficials, eren d'origen grec; una petita minoria eren d'origen sud-eslau. Entre els seus líders també hi havia membres d'algunes antigues famílies nobles romanes d'Orient com els Paleòlegs i els Comnens. Els stratioti van ser pioners de les tàctiques de cavalleria lleugera durant aquesta època. A principis del segle xvi, la cavalleria pesada dels exèrcits europeus es va remodelar principalment després dels stradioti albanesos de l'exèrcit venecià, els hússars hongaresos i les unitats de cavalleria mercenària alemanya (Schwarzreitern). Van utilitzar tàctiques d'atropellament, emboscades, retirades simulades i altres maniobres complexes. D'alguna manera, aquestes tàctiques es van fer ressò de les dels sipahis i akinci otomans. Van tenir alguns èxits notables també contra la cavalleria pesada francesa durant les guerres italianes. Eren coneguts per tallar el cap dels enemics morts o capturats, i segons Commines els pagaven els seus líders un ducat per cap.
A Itàlia, durant els conflictes interfamiliars com les guerres de Castro, els mercenaris van ser àmpliament utilitzats per complementar les forces molt més petites lleials a famílies particulars. Sovint aquests eren complementats amb tropes lleials a determinats ducats que s'havien posat al costat d'un o més dels bel·ligerants.

#### Segles XVII i XVIII

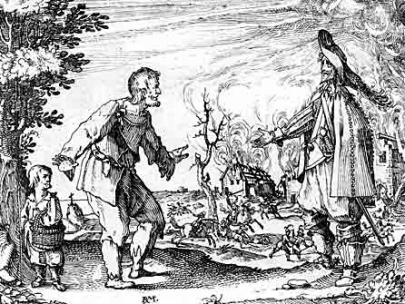
Un camperol demana pietat a un mercenari davant de la seva granja en flames durant la Guerra dels Trenta Anys.

Durant els segles xvii i xviii es va fer un ús extensiu dels reclutes estrangers als exèrcits d'Europa, ara regimentats i altament entrenats, començant de manera sistematitzada amb la Guerra dels Trenta Anys. L'historiador Geoffrey Parker assenyala que 40.000 escocesos (al voltant d'un quinze per cent de la població masculina adulta) van servir com a soldats a l'Europa continental entre 1618 i 1640.Després de la signatura del Tractat de Limerick (1691), els soldats de l'exèrcit irlandès que van marxar Irlanda per França va participar en el que es coneix com el vol de les oques salvatges. Posteriorment, molts van viure de la lluita als exèrcits continentals, el més famós dels quals va ser Patrick Sarsfield, que, després d'haver caigut ferit de mort en la batalla de Landen lluitant pels francesos, va dir "Si això fos només per a Irlanda".
La brutalitat de la Guerra dels Trenta Anys, en la qual diverses parts d'Alemanya van ser saquejades per les tropes mercenàries, i es van deixar gairebé despoblades, va portar a la formació d'exèrcits permanents de soldats professionals, reclutats localment o a l'estranger. Aquests exèrcits estaven actius també en temps de pau. La formació d'aquests exèrcits a finals del segle xviii va comportar la professionalització i l'estandardització de la roba (uniformes), equipament, trepant, armes, etc. Atès que els estats més petits com la República Holandesa podien permetre's un gran exèrcit permanent, però no podien trobar prou reclutes entre els seus propis ciutadans, reclutar estrangers era habitual. Prússia havia desenvolupat una forma de reclutament, però en temps de guerra també es basava en reclutes estrangers, encara que la normativa deia que no més d'un terç dels reclutes havien de ser estrangers. Els mètodes de reclutament prussians eren sovint agressius i van provocar més d'una vegada en conflictes amb els estats veïns. El terme mercenari va guanyar la seva notorietat durant aquest desenvolupament, ja que els mercenaris eren —i ara són— sovint vists com a soldats que no lluiten per cap causa noble, sinó només per diners, i que no tenen lleialtat que al millor postor, en contraposició als soldats professional que presten un jurament de lleialtat i que és vist com el defensor de la nació.
El soldat mercenari va caure així en desgracia i va ser substituït pel soldat professional. Per augmentar l'exèrcit, les principals potències europees com França, Gran Bretanya, la República Holandesa i Espanya van contractar regiments de Suïssa, els Països Baixos del Sud (actual Bèlgica) i diversos estats alemanys més petits. Al voltant d'un terç dels regiments d'infanteria de l'Exèrcit Reial francès abans de la Revolució Francesa van ser reclutats fora de França. El grup més gran eren els dotze regiments suïssos (incloent-hi la Guàrdia Suïssa). Altres unitats eren alemanyes i una  Brigada Irlandesa (els "Oques Salvatges") havia estat originalment formada per voluntaris irlandesos. El 1789, les dificultats per obtenir reclutes genuïnament irlandesos havien fet que els alemanys i altres estrangers constituïssin la major part de la base. Tanmateix, els oficials van continuar procedents de famílies franco-irlandeses establertes de llarga data. Durant el regnat de Lluís XV també hi havia un regiment escocès (la Garde Écossaise), un suec (el Royal-Suédois ), un italià (el Royal-Italien) i un regiment való (l'Horion-Liegeois) reclutat fora de les fronteres de França. Els regiments d'infanteria estrangers comprenien uns 20.000 homes el 1733, que van augmentar a 48.000 en el moment de la Guerra dels Set Anys i es van reduir en nombre a partir d'aleshores.

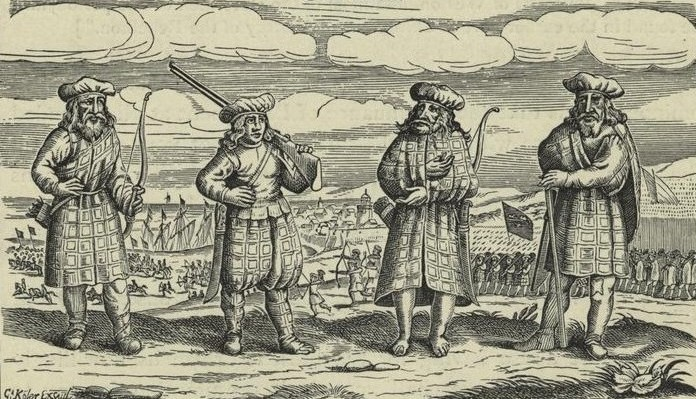
Els mercenaris escocesos Highlander, coneguts com a Redshanks a Irlanda, al servei de Gustau Adolf de Suècia; gravat alemany de 1631

La República Holandesa havia contractat diversos regiments escocesos, suïssos i alemanys a principis del segle xviii, i va mantenir tres escocesos, un való i sis regiments suïssos (incloent-hi un regiment de la Guàrdia creat el 1749) al llarg del segle xviii. Els regiments escocesos van ser contractats des de la Gran Bretanya, però a mesura que les relacions entre Gran Bretanya i la República es van deteriorar, els regiments ja no van poder reclutar a Escòcia, la qual cosa va fer que els regiments fossin escocesos de nom només fins que van ser nacionalitzats el 1784. Patrick Gordon, un mercenari escocès va lluitar en diversos moments per Polònia i Suècia, canviant constantment la seva lleialtat en funció de qui podia pagar-li millor, fins que va entrar al servei rus el 1661. L'agost de 1689, durant un intent de cop d'estat a Moscou contra el co-tsar Pere el Gran dirigit per Sofia Alekseievna en nom de l'altre co-tsar, el discapacitat intel·lectual Ivan V, Gordon va jugar el paper decisiu en derrotar el cop d'estat i assegurar el triomf de Pere. Gordon va continuar sent un dels consellers preferits de Pere fins a la seva mort.
L'exèrcit espanyol també va fer ús de regiments estrangers establerts de manera permanent. Es tractava de tres regiments irlandesos (Irlanda, Hiberni i Ultonia); un italià (Nàpols) i cinc suïssos (Wimpssen, Reding, Betschart, Traxer i Preux). A més un regiment de la Guàrdia Reial que inclou irlandesos com Patten, McDonnell i Neiven, va ser reclutat dels valons. L'últim d'aquests regiments estrangers va ser dissolt el 1815, arran de les dificultats de reclutament durant les guerres napoleòniques. Una complicació derivada de l'ús de tropes no nacionals es va produir en la batalla de Bailén el 1808 quan els "suïssos vermells" (anomenats així pels seus uniformes) de l'exèrcit invasor francès es van enfrontar cruentament amb els "suïssos blaus" al servei espanyol.
Durant la Guerra d'Independència dels Estats Units, el govern britànic va contractar diversos regiments dels principats alemanys per complementar l'exèrcit. Els revolucionaris els coneixien com a hessians i els propagandistes els van representar com a mercenaris. Tanmateix, eren auxiliars i no compleixen la definició de mercenaris.

#### Segles XIX-XXI

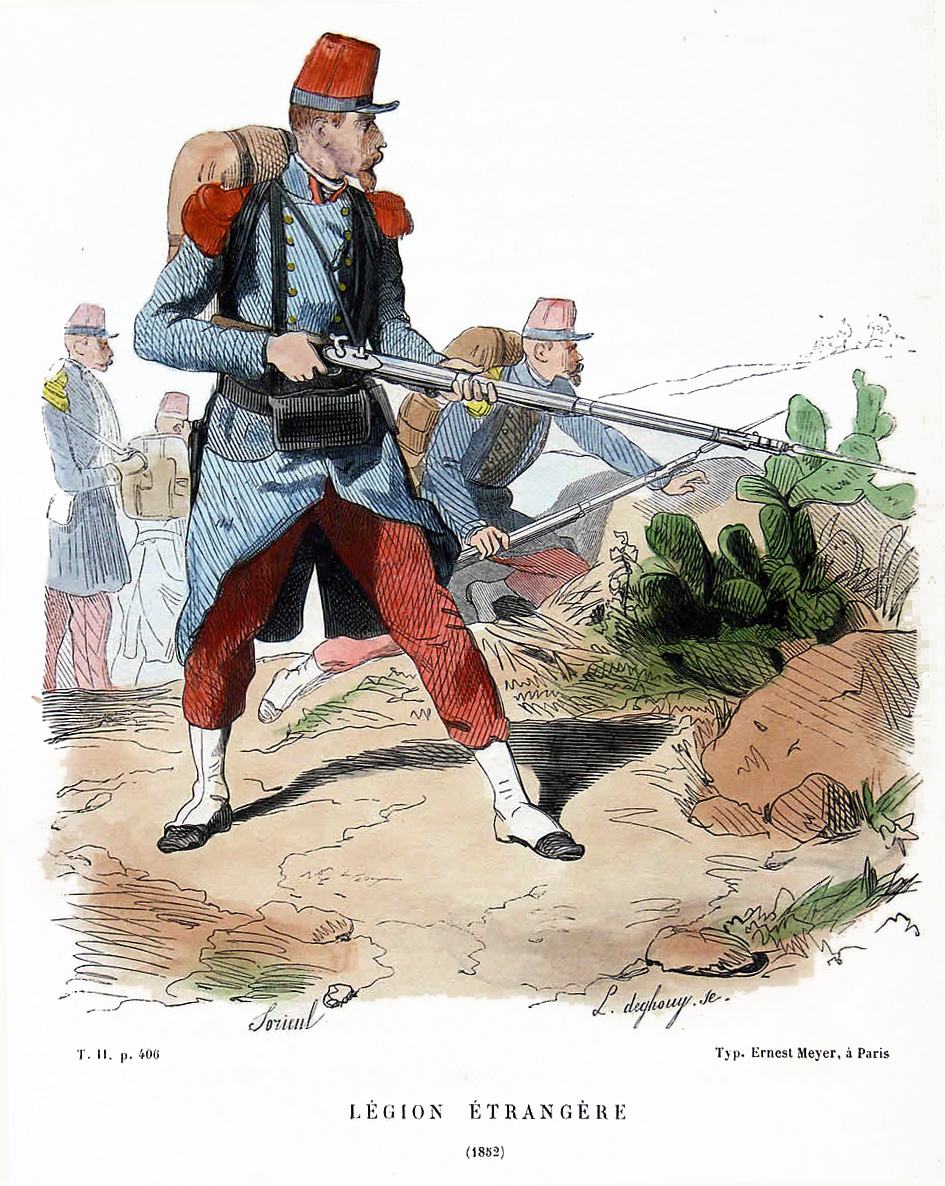
Un membre de la Legió estrangera durant la conquesta francesa d'Algèria

Durant les guerres sud-americanes d'independència d'Espanya, les legions britàniques a partir de 1817 van lluitar pel general Simón Bolívar. Alguns dels legionaris britànics eren idealistes liberals que van anar a Sud-amèrica per lluitar en una guerra per la llibertat, però altres eren els mercenaris més clàssics, majoritàriament veterans a l'atur de les guerres napoleòniques, que van lluitar per diners. A Amèrica del Sud, especialment a Colòmbia, els homes de les legions britàniques són recordats com a herois pel seu paper crucial en ajudar a posar fi al domini espanyol. Durant la Primera Guerra Carlina, el govern britànic va suspendre la Llei d'Allistament Estranger permetre el reclutament d'una Legió Auxiliar Britànica quasi oficial sota George de Lacy Evans, que va anar a Espanya per lluitar per la reina Isabel II contra els seguidors de Don Carlos, el pretendent al tron espanyol.
Els Atholl Highlanders, un regiment d'infanteria escocès privat del duc d'Atholl, es va formar el 1839 amb finalitats purament cerimonials. La reina Victòria li va concedir l'estatus oficial de regiment el 1845 i és l'únic exèrcit privat legal que queda a Europa.
Turquia i l'Azerbaidjan han desplegat mercenaris sirians durant la guerra de Nagorno-Karabakh del 2020.
Rússia està desplegant mercenaris sirians, amb un nombre previst que oscil·larà entre centenars i fins a 40.000 combatents que finalment participaran. Els mercenaris de Wagner estan actius a la guerra civil siriana i van matar un home sirià.El grup Mozart també és actiu a Ucraïna.

### Àsia oriental

#### Estats guerrers
Els mercenaris eren utilitzats regularment pels regnes del període dels Estats Guerrers de la Xina. Els assessors militars i generals formats a través de les obres de Mozi i Sun Tzu oferien regularment els seus serveis als reis i ducs.
Després de la conquesta Qin dels Estats Combatents, els Imperis Qin i el posterior Han també emprarien mercenaris, des d'arquers nòmades a cavall a les estepes del nord o soldats dels regnes Yue del Sud. La dinastia Tang del segle vii també va ser destacada pel seu ús de mercenaris, quan van contractar soldats tibetans i uigurs contra la invasió dels göktürks i altres pobles esteparis.

#### Segles XV al XVIII
El grup de mercenaris Saika de la província de Kii, Japó, va tenir un paper important durant el setge d'Ishiyama Hongan-ji que va tenir lloc entre l'agost de 1570 i l'agost de 1580. Els Saikashuu eren famosos pel suport dels moviments de les sectes budistes Ikkō i molt va impedir l'avenç de les forces d'Oda Nobunaga.
Els ninges eren pagesos que van aprendre l'art de la guerra per combatre els samurais dels daimyō. Van ser llogats per molts com a mercenaris per realitzar captura, infiltració i recuperació i, el més famós, assassinats. Els ninges possiblement es van originar al voltant del segle xiv, però no van ser àmpliament coneguts ni utilitzats fins al segle xv i van continuar sent contractats fins a mitjans del segle xviii. Als segles xvi-xvii, els espanyols de les Filipines van emprar mercenaris samurais del Japó per ajudar a controlar l'arxipèlag. A l'estranger, el naufragi d'un galió espanyol, el San Diego, que es va enfonsar a les aigües filipines el 14 de desembre de 1600, es van trobar nombrosos tsubas, els guardamans de les katanas, les espases distintives utilitzades pels samurais.
El 1615, els holandesos van envair l'illa Ai amb mercenaris japonesos.

#### Segle XIX
Entre 1850 i 1864, la Rebel·lió dels Taiping va desencadenar-se quan l'Exèrcit de Taiping (Pau Celestial) dirigit per Hong Xiuquan, l'autoproclamat germà petit de Jesucrist, es va embarcar en una sagnant guerra civil contra les forces lleials a l'emperador Qing. Com que Hong i els seus seguidors, que sumaven milions, eren hostils als interessos empresarials occidentals, un grup de comerciants occidentals amb seu a Xangai va crear un exèrcit mercenari conegut com l'Exèrcit sempre victoriós. Durant la rebel·lió de Taiping, els Qing van estar a punt de perdre el control de la Xina. Era habitual que els emperadors Qing, amb dificultats financeres, subcontractessin el negoci de reunir exèrcits per lluitar contra els Taiping a la noblesa provincial lleial, que va formar els orígens dels senyors de la guerra que havien de dominar la Xina després de l'enderrocament dels Qing el 1912.
La base de l'Exèrcit sempre victoriós eren xinesos, però els oficials superiors eren occidentals. El primer comandant va ser un aventurer nord-americà, el coronel Frederick Townsend Ward. Després que Ward fos assassinat en acció el 1862, el comandament va ser assumit per un altre aventurer nord-americà, Henry Andres Burgevine, però als xinesos no els va agradar a causa del seu racisme i el seu alcoholisme. Burgevine va ser substituït per un oficial de l'exèrcit britànic secundat al servei xinès, el coronel Charles "Chinese" Gordon.
Un comandant de gran èxit, Gordon va guanyar trenta-tres batalles seguides contra els Taipings el 1863–1864 mentre va dirigir l'exèrcit sempre victoriós per la vall del riu Yangtze i va tenir un paper decisiu en la derrota dels Taipings. Atès que tècnicament no era un mercenari com Gordon havia estat assignat pel govern britànic per dirigir l'exèrcit sempre victoriós, el Times de Londres en un líder (editorial) l'agost de 1864 va declarar: "la part del soldat de la fortuna està en aquests dies molt difícils de jugar amb honor... però si mai les accions d'un soldat que lluita en el servei exterior s'han de veure amb indulgència, i fins i tot amb admiració, aquest homenatge excepcional es deu al coronel Gordon".
Durant la conquesta francesa del Vietnam, els seus oponents més persistents i obstinats no eren els vietnamites, sinó els mercenaris xinesos de l'Exèrcit de Bandera Negra comandat per Liu Yongfu, que va ser contractat per l'emperador Tự Đức. El 1873, les Banderes Negres van matar el comandant francès, Francis Garnier, atraient molt l'atenció a França. El 1883, el capità Henri Rivière, que liderava una altra expedició francesa al Vietnam, també va ser assassinat per les Banderes Negres. Quan finalment la conquesta francesa del Vietnam es va completar el 1885, un dels termes de pau va ser la dissolució de l'Exèrcit de Bandera Negra. Els rebels de la bandera xinesa també van lluitar a les guerres de Haw a Laos i el nord de Tailàndia.
Philo McGiffin va servir com a mercenari naval a la guerra sino-francesa i la primera guerra sino-japonesa.

#### Segle XX
A l'era dels senyors de la guerra de la Xina, alguns mercenaris britànics com Morris "Two Gun" Cohen i Francis Arthur "One Armed" Sutton van trobar feina a la Xina.
Fàcilment, el grup més gran de mercenaris a la Xina eren els emigrants russos que van arribar després de 1917 i que es van llogar a diversos senyors de la guerra xinesos durant la dècada de 1920. A diferència dels mercenaris angloamericans, els russos no tenien cap llar on tornar ni hi havia nacions estrangeres disposades a acceptar-los com a refugiats, fet que els va fer tenir una visió trista i fatalista, ja que estaven atrapats en allò que consideraven una terra estrany que estava tan lluny de casa com es podia imaginar. Un grup de russos portava barrets tàrtars i els tradicionals abrics grisos foscos, i van lluitar pel mariscal Zhang Zuolin, el "vell mariscal" que governava Manxúria. Els mercenaris blancs russos van afirmar que tenien una eficàcia considerable contra els exèrcits mal entrenats dels senyors de la guerra xinesos; un rus blanc va afirmar que quan ell i altres russos al servei del mariscal Zhang van "passar per les tropes xineses com un ganivet a través de la mantega".
Les forces xineses van sacrificar la major part dels 350 russos blancs al juny de 1921 sota el comandament del coronel Kazagrandi al desert de Gobi, amb només dos lots de 42 homes i 35 homes que es van rendir per separat mentre els xinesos estaven eliminant les restes russes blanques després de la derrota de l'exèrcit roig soviètic d'Ungern. Sternberg, i altres restes buriats i russos blancs de l'exèrcit d'Ungern-Sternberg van ser massacrats per l'Exèrcit Roig soviètic i les forces mongoles.
Un grup de mercenaris russos liderats pel general Konstantin Petròvitx Netxaev anaven vestits amb l'uniforme de l'exèrcit imperial rus i van lluitar pel general Zhang Zongchang, el "General de carn de gossos" que governava la província de Shangdong. Zhang Zongchang tenia dones russes com a concubines. Netxaev i els seus homes eren infames per la seva crueltat, i en una ocasió, l'any 1926, van viatjar en tres trens blindats pel camp xinès, matant a tots els que van trobar. Quan els camperols xinesos van trencar les baranes per aturar el furor de Nechaev, ell i els seus homes van desafogar la seva fúria saquejant d'una manera especialment brutal la ciutat més propera. Netxaev va patir una gran derrota a mans dels xinesos, quan ell i un tren blindat sota el seu comandament van quedar atrapats prop de Suichzhou el 1925. Els seus adversaris xinesos havien tirat la barana i van aprofitar aquesta oportunitat per massacrar gairebé tots els mercenaris russos a pujar al tren. Netxaev va aconseguir sobreviure a aquest incident, però va perdre una part de la seva cama durant l'acerbat combat. El 1926, el senyor de la guerra xinès Sun Chuanfang va infligir grans pèrdues als mercenaris russos blancs sota la brigada de Netxaev a la 65a divisió al servei de Zhang Zongchang, reduint el nombre de russos de 3.000 a només uns quants centenars el 1927 i els supervivents russos restants van lluitar en trens blindats. Durant l'Expedició del Nord, les forces nacionalistes xineses van capturar un tren blindat de mercenaris russos que servien Zhang Zongchang i van torturar els presoners russos perforant-los el nas amb una corda i fent-los marxar en públic pels carrers de Shandong el 1928, descrit com "una corda forta pels seus nassos perforats".
Els mercenaris russos blancs alcohòlics van derrotar els uigurs musulmans en combats cos a cos quan els uigurs van intentar prendre Urumqi el 21 de febrer de 1933 en la batalla d'Ürümqi (1933). Wu Aitchen va esmentar que 600 uigurs van ser sacrificats en una batalla per mercenaris russos blancs al servei del senyor de la guerra de la camarilla de Xinjiang Jin Shuren. Jin Shuren prendria dones russes com a ostatges per obligar els seus marits a servir com els seus mercenaris.
Els musulmans hui van lluitar brutals batalles contra els russos blancs i els russos de l'Exèrcit Roig soviètic a les batalles de Tutung i la Daan Cheng infligint grans pèrdues a les forces russes.
Les forces xineses van matar molts soldats russos blancs i soldats soviètics el 1944-1946 quan els russos blancs d'Ili i l'Exèrcit Roig soviètic van servir a l'exèrcit nacional d'Ili de la Segona República del Turquestan Oriental durant la Rebel·lió d'Ili.
Durant les primeres etapes de la Segona Guerra Sino-japonesa , diversos pilots estrangers van servir a la Força Aèria Xinesa, el més famós al 14è Esquadró, una unitat de bombardeig lleuger sovint anomenada Esquadró Internacional, que va estar breument activa al febrer i març de 1938.

### Índia

#### Segles XVIII al XIX
En el període medieval, els mercenaris de Purbiya de Bihar i d'Uttar Pradesh Oriental eren una característica comuna als regnes de l'oest i el nord de l'Índia. També van ser reclutats més tard pels marathas i els britànics. Al sud de l'Índia, hi ha una casta/comunitat de mercenaris a l'estat de Karnataka que es diu Bunt. La paraula "bunt" en si es tradueix a guerrer o mercenari, aquesta comunitat més tard es va elevar com a governants de la terra, d'aquesta comunitat van sorgir diverses dinasties poderoses. La dinastia més notable van ser els Alupas de Dakshina Kannada, que van regnar durant 1.300 anys. Aquesta comunitat encara sobreviu i ha adoptat els cognoms shetty, Rai, Alva, chowta, etc. A Tamil Nadu, els tres imperis coronats van utilitzar les tribus de camperols Kongar de la regió de Kongunad i les tribus de camperols Kongar de la regió d'Erumainad com a mercenaris d'espasa, mercenaris de cavalleria, i com a mercenaris soldats de carros, així com guàrdies personals. Els Kongars van treballar juntament amb les tribus guerreres dels tres imperis, com ara les tribus Kallar, Maravar, Aghamudaiyar, Parkavar, Valaiya-Mutharaiyar i Mazhavar. Durant aquest temps, aquestes tribus Kongar eren dirigides només pels caps de la seva pròpia tribu i no estarien sota el comandament de l'emperador o el seu general militar. Tot i que aquestes tribus Kongar de Kongunad eren feudataris dels tres imperis coronats, Kongunad es va dividir en 24 subdivisions i només estava governada per Kongars. No obstant això, els Kongars (gangars) d'Erumainad van establir el seu propi imperi, la dinastia Ganga occidental, i el van governar durant segles. Les tribus Kongar encara existeixen al món modern, on se'ls coneix com a Kongu Vellala Gounder (Kongunadu) i Gangadhikar Vokkaliga Gowda (Erumainad).
El clan Mukkuvar de la costa de Malabar i la costa de Sri Lanka va fer el paper de soldats en la invasió de Kalinga Magha a Sri Lanka i en la batalla de Nair amb els holandesos en la batalla de Colachel.
Als segles xviii i principis del xix, el poder imperial mogol s'estava enfonsant i van sorgir altres poders, inclosos els caps sikh Misls i Maratha. En aquest moment, una sèrie de mercenaris, arribats de diversos països, van trobar feina a l'Índia. Alguns dels mercenaris van sorgir per convertir-se en governants independents. El maharajà sikh, Ranjit Singh, conegut com el "Lleó del Panjab", va emprar mercenaris euroamericans com el napolità Paolo Avitabile; els francesos Claude Auguste Court i Jean-François Allard; i els estatunidencss Josiah Harlan i Alexander Gardner. L'exèrcit sikh, Dal Khalsa, va ser entrenat pels mercenaris francesos de Singh per lluitar en solitari contra les línies utilitzades pels francesos a l'època napoleònica, i seguint la pràctica francesa, Dal Khalsa disposava d'una excel·lent artilleria. Singh tenia una mala opinió dels seus mercenaris euro-americans, una vegada va dir "Alemany, francès o anglès, tots aquests bastards europeus són iguals".
Fins al 1858, l'Índia era una colònia propietària que pertanyia a la Companyia de les Índies Orientals, no a la Corona Britànica. La Companyia de les Índies Orientals es va convertir en la corporació més influent del món, amb monopolis exclusius del comerç amb l'Índia i la Xina. A principis del segle xix, la Companyia de les Índies Orientals a la seva colònia propietària de l'Índia va governar sobre 90 milions d'indis i controlava 70 milions d'acres (280.000 km²) de terra sota la seva pròpia bandera, va emetre la seva pròpia moneda i va mantenir el seu propi servei civil i el seu propi servei civil i un exèrcit propi de 200.000 homes dirigits per oficials formats a la seva escola d'oficials, donant a la companyia un exèrcit més gran que el que posseïen la majoria dels estats europeus. Al segle xvii, la Companyia de les Índies Orientals va reclutar mercenaris indis per vigilar els seus magatzems i vigilar les ciutats sota el seu domini. Tanmateix, aquestes forces van ser ad hoc i es van dissoldre tan ràpidament com van ser reclutades.
A partir de 1746, la Companyia va reclutar mercenaris indis al seu propi exèrcit. El 1765, el consell d'administració de la Companyia havia arribat a acceptar que era necessari governar les seves conquestes per mantenir un exèrcit permanent, votant per mantenir tres exèrcits de presidència per ser finançats amb impostos a les terres índies. El nombre d'indis que treballaven per als exèrcits de la Companyia va superar els europeus deu a un. Quan va reclutar, la Companyia de les Índies Orientals va tendir a seguir els prejudicis indis en creure que els homes de pell pàl·lida del nord de l'Índia eren millors soldats que els pobles de pell fosca del sud de l'Índia, i que els hindús de castes altes eren superiors als membres de les castes baixes. Malgrat aquests prejudicis, els homes de l'exèrcit de Madras eren del sud de l'Índia. L'exèrcit de Bengala eren en gran part hindús de castes altes del nord de l'Índia, mentre que l'exèrcit de Bombai s'enorgulleixia de ser un "crisol".
Com que la Companyia de les Índies Orientals finalment a finals del segle xviii va arribar a oferir un sou més alt que els maharajàs i va oferir la novetat a l'Índia de pagar una pensió als veterans i les seves famílies, va arribar a atraure el millor dels mercenaris indis. Inicialment, els mercenaris que servien als exèrcits de la companyia portaven les seves pròpies armes, que era la pràctica normal a l'Índia, però després de la dècada de 1760 la Companyia va començar a armar-los amb les armes britàniques estàndard. La Companyia de les Índies Orientals, coneguda generalment tant a la Gran Bretanya com a l'Índia com "la Companyia", tenia prou poder de pressió a Londres per assegurar-se que diversos regiments de l'exèrcit britànic també estiguessin estacionats per treballar al costat de l'exèrcit de la Companyia, les tropes del qual eren majoritàriament "cipais". La Companyia mai no va confiar del tot en la lleialtat dels seus cipays. La Companyia tenia la seva pròpia escola de formació d'oficials al Seminari Militar d'Addiscombe. Els exèrcits de la Companyia estaven entrenats a l'estil occidental i a finals del segle xviii les seves tropes eren equiparables a qualsevol exèrcit europeu.

### Orient Mitjà

#### Israel
Al Primer llibre de Samuel es narra com David, temorós de Saül, es refugia entre els filisteus i fa de mercenari pel rei Aquix.

#### Egipte
Cap a 1807, Muhàmmad Ali el Gran, el comerciant de tabac albanès convertit de facto en vali otomà (governador) d'Egipte, havia importat uns 400 mercenaris francesos per entrenar el seu exèrcit. Després del final de les guerres napoleòniques, Muhammad Ali va reclutar més mercenaris d'arreu d'Europa i dels Estats Units per entrenar el seu exèrcit, a través dels veterans francesos i italians de les guerres napoleòniques van ser molt preferits i van formar els dos grups de mercenaris més grans d'Egipte. El més famós dels mercenaris de Muhammad Ali va ser el francès Joseph Anthelme Sève que va establir la primera escola d'estat major a Egipte i va servir com a cap d'estat major d'Ibrahim Paixà, el fill del vali i el seu general favorit. A la dècada de 1820, els mercenaris de Muhammad Ali havien creat un exèrcit de reclutes massius entrenat per lluitar a l'estil occidental juntament amb escoles per entrenar oficials egipcis i fàbriques per fabricar armes d'estil occidental, ja que els vali no volien dependre de les armes importades.
El net de Muhammad Ali, Ismail el Magnífic, que va governar com a Khedive d'Egipte entre 1863 i 79 va reclutar mercenaris a gran escala. Després que Napoleó III pronunciés una decisió arbitral desfavorable el 1869 sobre la quota de drets del nou canal de Suez obert, que costava a Ismail 3.000.000 lliures egípcies a l'any, Ismail va arribar a desconfiar dels seus mercenaris francesos i va començar a buscar un altre lloc. Diversos mercenaris italians com Romolo Gessi, Gaetamo Casati, Andreanni Somani i Giacomo Messedaglia van tenir un paper destacat a les campanyes egípcies al Sudan. Ismail també va reclutar mercenaris britànics com Samuel Baker i els mercenaris suïssos com Werner Munzinger. Després de 1869, Ismail va reclutar 48 mercenaris nord-americans per comandar el seu exèrcit. El general Charles Pomeroy Stone, abans de l'exèrcit dels Estats Units, va servir com a cap de l'estat major egipci entre 1870 i 1883. Els nord-americans d'Ismail van anar a Egipte en gran part a causa de l'alt sou que oferia, a través de diversos eren confederats veterans als quals se'ls va prohibir servir a l'exèrcit dels Estats Units després de 1865; el fet que els nord-americans al servei egipci haguessin lluitat en bàndols oposats a la Guerra Civil va ser una font de tensió recurrent a mesura que l'antagonisme entre el Nord i el Sud continuava a Egipte.

#### Guerra civil siriana

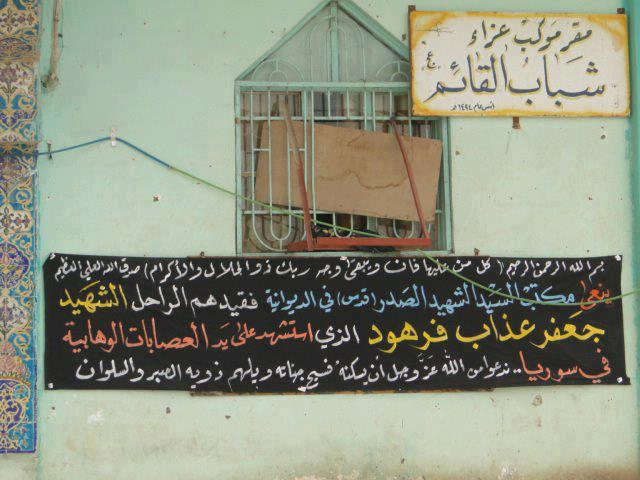
Un cartell a la paret de l'oficina de l'exèrcit del Mahdi a Al Diwaniyah, Iraq, anunciava l'assassinat d'un dels membres de la milícia a Síria

L'Exèrcit Lliure de Síria va afirmar que el règim de Bashar al-Assad va reclutar mercenaris de l'Iran, la milícia de Hezbollah i la milícia de l'exèrcit iraquià del Mahdi durant la guerra civil de Síria. El govern rus havia aprovat el desplegament el 2016 dels mercenaris del Grup Wagner per lluitar pel govern sirià. Es diu que el Grup Wagner va tenir un paper important per ajudar a capgirar el rumb de la guerra civil siriana a favor del govern, que el 2015 semblava estar a punt de col·lapse. El 7 de febrer de 2018, es va informar que els mercenaris del Grup Wagner van atacar una base nord-americana a Síria juntament amb una milícia pro-Assad en el que es coneix com la batalla de Khasham.
Turquia va utilitzar mercenaris sirians contra els kurds a Síria.

#### Guerra civil del Iemen
Múltiples grups mercenaris, anomenats Comitès Populars, que consisteixen en tribus iemenites lleials a diferents faccions, es van formar tant pel govern Hadi com pel Consell Polític Suprem Houthi durant la Guerra Civil iemenita.

#### Intervenció liderada per l'Aràbia Saudita al Iemen
Durant l'operació Tempesta Decisiva, diverses fonts van informar que contractistes militars llatinoamericans d'Academi encapçalats per Erik Prince van ser contractats per les Forces Armades dels Emirats Àrabs Units per ajudar en la lluita contra els houthis.

### Amèrica Llatina

#### Nicaragua
El 1855, durant una guerra civil a Nicaragua entre els conservadors i els liberals, aquests últims van reclutar un aventurer nord-americà anomenat William Walker que va prometre portar 300 mercenaris per lluitar pels liberals. A través de Walker només va portar 60 mercenaris amb ell, als quals s'hi van unir altres 100 nord-americans juntament amb el mercenari belga Charles Frederick Henningsen que ja es trobaven a Nicaragua, va poder derrotar els conservadors en la batalla de La Virgen el 4 de setembre de 1855 i el 13 d'octubre, Walker havia pres Granada, la capital conservadora. Després de les seves victòries, Walker es va convertir en el dictador de facto de Nicaragua, que molts dins i fora del país aviat van començar a anomenar "Walkeragua".
Aleshores, Nicaragua era un punt de trànsit extremadament important entre l'oest i l'est dels Estats Units. En els dies previs al canal de Panamà i al primer ferrocarril transcontinental, els vaixells de l'est dels Estats Units navegarien pel riu San Juan fins al llac de Nicaragua, on es descarregaven passatgers i mercaderies al port de Rivas i després feien el curt trajecte en diligència fins a la costa del Pacífic, per ser carregat en vaixells que els portarien a la costa oest dels Estats Units. Una de les empreses més importants del negoci nicaragüenc de diligències va ser la Accessory Transit Company propietat del comodor Cornelius Vanderbilt de Nova York. Walker va confiscar els actius de la Accessory Transit Company a Nicaragua, que va lliurar a l'empresa Morgan & Garrison, propietat dels rivals de Vanderbilt. Com que Vanderbilt era l'home més ric dels Estats Units, va llançar una campanya de pressió contra Walker a Washington, DC, i va poder pressionar el president Franklin Pierce perquè retirés el reconeixement nord-americà del règim de Walker.
Un cop es va entendre que el govern dels Estats Units ja no donava suport a Walker, Costa Rica va envair Nicaragua amb l'objectiu de deposar Walker, les ambicions del qual es consideraven una amenaça per a tota l'Amèrica Central. Els costarricencs van derrotar a Walker en la batalla de Santa Rosa i a la segona batalla de Rivas. L'assetjat Walker va intentar apel·lar al suport al seu sud natal restaurant l'esclavitud a Nicaragua, fent de l'anglès l'idioma oficial, canviant la llei d'immigració per afavorir els nord-americans i declarant que la seva intenció final era portar Nicaragua als Estats Units com a estat esclau. En aquest punt, Walker havia alienat completament l'opinió pública a Nicaragua mentre estava assetjat a Granada per una coalició de tropes de Guatemala, Salvador i Costa Rica. La decisió d'Henningsen de cremar Granada va enfurir el poble nicaragüenc i el març de 1857, Walker, amb els seus somnis d'un imperi en trossos, va fugir de Nicaragua.
A la dècada de 1980, una de les polítiques exteriors de l'administració Reagan va ser enderrocar el govern sandinista d'esquerres armant les guerrilles conegudes com els Contras. Entre 1982 i 1984, el Congrés va aprovar les tres esmenes Boland que limitaven l'abast de l'ajuda nord-americana als rebels de la Contra. A finals de la dècada de 1970, la popularitat de revistes com Soldier of Fortune, que glorificava la subcultura mercenària, va portar a l'obertura de nombrosos camps als Estats Units dissenyats per entrenar homes per ser mercenaris i també per servir com a guerrillers en cas d'una conquesta soviètica dels Estats Units. La gran majoria dels homes que s'entrenaven en aquests camps eren homes blancs que veien l'entrenament paramilitar com un "revers dels vint anys anteriors d'història nord-americana i recuperar tot el territori simbòlic que s'ha perdut" com la possibilitat de convertir-se en mercenaris els donava "la fantàstica possibilitat d'escapar de les seves vides actuals, de renéixer com a guerrers i de refer el món".
A causa dels problemes legals plantejats per les esmenes Boland, l'administració Reagan va recórrer als autoproclamats mercenaris per armar i entrenar la guerrilla de la Contra. El 1984, la CIA va crear el grup d'Assistència Militar Civil (CMA) per ajudar els Contras. La CMA estava dirigida per un supremacista blanc d'Alabama anomenat Tom Posey, que com tots els altres membres de la CMA eren graduats dels camps d'entrenament de mercenaris. John Negroponte, l'ambaixador nord-americà a Hondures, va disposar que es donés permís a la CMA per operar des del territori hondureny. No obstant això, l'operació es va esfondrar més tard el 1984 quan els nicaragüencs van abatre un avió de la CMA que portava armes als Contras, matant dos nord-americans. Sam Hall, un autoproclamat heroi mercenari i "contraterrorista" que es va unir a la CMA va entrar a Nicaragua amb l'objectiu de efectuar operacions de sabotatge. El 1986, Hall va ser capturat pels sandinistes, que el van retenir durant quatre mesos abans d'alliberar-lo amb l'argument que no era un mercenari, sinó un mercenari imposador. John K. Singlaub que treballava al costat de Hall el va descriure com patint un "complex de tipus Walter Mitty".

#### Colòmbia
L'any 1994, el president César Gaviria de Colòmbia va signar el Decret 356, que permetia als terratinents rics reclutar exèrcits privats propis i va liberalitzar la llei d'instal·lació de PMC per lluitar contra les FARC comunistes (Fuerzas Armadas Revolucionarias de Colombia - Forces Armades Revolucionàries de Colòmbia). A conseqüència del Decret 356, l'any 2014 Colòmbia tenia 740 PMC en funcionament, més que en qualsevol altre lloc del món. Cada cop més mercenaris colombians han estat contractats pels PMC nord-americans perquè eren més barats que els mercenaris americans. El govern dels Emirats Àrabs Units ha contractat mercenaris colombians per fer la seva guerra al Iemen.

### Àfrica

#### Àfrica antiga
Un primer ús registrat d'auxiliars estrangers es remunta a l'antic Egipte, el segle xiii ac, quan el faraó Ramsès II va utilitzar 11.000 mercenaris durant les seves batalles. Uns cossos estrangers establerts durant molt de temps a les forces egípcies van ser els Medjai, un terme genèric donat als exploradors tribals i la infanteria lleugera reclutats de Núbia que servien des del període final de l'Antic Imperi fins al de l'Imperi Nou. Altres guerrers reclutats des de fora de les fronteres d'Egipte incloïen contingents libis, sirians i cananeus sota l'Imperi Nou i Sherdens de Sardenya que apareixen amb els seus distintius cascs amb banyes a les pintures murals com a guardaespatlles de Ramsès II. Els mercenaris celtes estaven molt emprats al món grec (provocant el saqueig de Delfos i l'assentament celta de Galàcia). Els governants grecs de l'Egipte ptolemaic també van utilitzar mercenaris celtes. Cartago va ser única per confiar principalment en mercenaris per lluitar en les seves guerres, especialment en mercenaris gals i ibèrics.

#### Segles XIX i XX

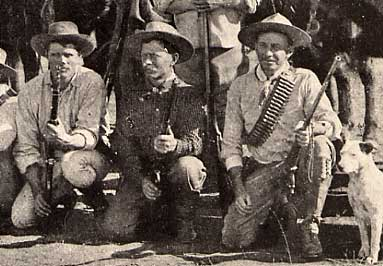
Frederick Russell Burnham a l'Àfrica

Al segle xx, els mercenaris en conflictes al continent d'Àfrica han provocat, en diversos casos, un ràpid final a la sagnant guerra civil derrotant de manera integral les forces rebels. Hi ha hagut una sèrie d'incidents desagradables a les guerres dels incendis d'Àfrica, alguns d'ells van implicar el reclutament d'homes europeus i americans "buscant aventura".
Molts dels aventurers a l'Àfrica que han estat descrits com a mercenaris, de fet, estaven motivats ideològicament per donar suport a determinats governs i no lluitarien "pel millor postor". Un exemple d'això va ser la Policia Britànica de Sud-àfrica (BSAP), una força d'infanteria paramilitar i muntada formada per la Companyia Britànica de Sud-àfrica de Cecil Rhodes el 1889–1890 que va evolucionar i va continuar fins al 1980.
Els mercenaris famosos a l'Àfrica inclouen:
- Frederick Russell Burnham va ser un explorador nord-americà de la Companyia Britànica de Sud-àfrica que va servir tant a la Primera (1893–94) com a la segona guerra Matabele (1896–97). Va acabar efectivament amb la Segona Guerra de Matabele assassinant el líder religiós Ndebele, Mlimo,[149][150] però Burnham és més conegut en aquesta guerra per ensenyar a Robert Baden-Powell l'exploració de la frontera nord-americana i inspirar-lo a fundar els boy scouts.[151][152] A la Segona Guerra dels Bòers (1900–1904), Burnham va servir com a cap dels escoltes de l'exèrcit britànic. El rei Eduard VII li va concedir personalment la Creu de l'orde del Servei Distingit pel seu heroisme i el rei Eduard VII li va donar una comissió com a Major de l'exèrcit britànic tot i que es va negar a renunciar a la seva ciutadania nord-americana.[153][154] Les aventures reals de Burnham també van influir molt en H. Rider Haggard que va crear l'aventurer fictici Allan Quatermain, un personatge que més tard va ser transformat per George Lucas en Indiana Jones.[155]
- Mike Hoare va ser un soldat de carrera britànic que va servir amb distinció als London Irish Rifles durant la Segona Guerra Mundial. Més tard va emigrar a Sud-àfrica, i va ser contractat per l'estat de Katanga a principis dels anys 60 per formar el "4 Commando (Force Katangaise)", una unitat d'assessors militars estrangers a la gendarmeria local . La majoria dels reclutes de Hoare eren belgues o sud-africans.[156] Després de la integració de Katanga el 1963, Hoare va romandre actiu en els afers del Congo. Va ser sol·licitat pel general Joseph-Desiré Mobutu l'any 1964 per formar el "5 Commando", una segona força mercenària aixecada per aixafar la Rebel·lió Simba, que incloïa aventurers europeus d'almenys vint nacionalitats.[157] Hoare va ressorgir més tard el 1981, poc després de l'ascens de France Albert René a les Seychelles, intentant dur a terme un cop d'estat en nom de l'antic president James Mancham. Les seves tropes van ser interceptades poc després de desembarcar a Mahé i només van escapar segrestant un Boeing d'Air India, que van volar a Durban.[158]
- Bob Denard va ser un antic agent d'intel·ligència francès, policia i anticomunista dedicat que va actuar durant la primera guerra d'Indoxina i a la guerra d'independència d'Algèria.[159] Després d'una breu incursió en la vida civil, Denard va tornar al servei militar amb la gendarmeria katanesa el 1961. Negant-se a rendir-se quan les forces secessionistes es van col·lapsar el gener de 1963, va desaparèixer a Angola amb un nucli d'altres resistents i va buscar feina entrenant els Reialistes del Iemen del Nord abans de tornar al Congo a petició del llavors primer ministre Moise Tshombe.[159] Denard va formar la seva pròpia unitat per lluitar contra la Rebel·lió Simba, els affreux, que també van ser fonamentals per reprimir un intent de cop d'estat el 1966. Destituït pel president congolès Joseph Kasa Vubu, el mercenari francès es va unir als amotinaments de Kisangani i va resultar ferit en acció. Més tard va passar a servir com a assessor militar de diversos governs africans, inclosos Gabon i Rhodèsia.[160] Denard ha realitzat des de llavors cinc intents de cop d'estat al Benín i a les illes Comores, tres d'ells amb èxit.[161]
- Neall Ellis va ser un aviador sud-africà que va aconseguir protagonisme per la seva extensa acció a la llarga guerra civil de Sierra Leone. Ellis es va criar a Bulawayo, Rhodèsia, però després d'una carrera sense èxit a l'exèrcit de Rhodèsia, va emigrar per unir-se a la Força Aèria Sud-africana.[162] Durant la guerra fronterera de Sud-àfrica, va fer volar amb avions de combat Aérospatiale Alouette III i Atlas Oryx improvisats sobre Angola i Moçambic en suport de les forces expedicionàries sud-africanes que feien incursions externes. Va retirar un coronel al final de l'apartheid, pilotant Mil Mi-8 iugoslaus com a autònom operatiu. El 1998, Ellis va tornar per participar en la guerra civil d'Angola amb l'empresa militar privada Executive Outcomes, que finalment el va enviar a Sierra Leone.[163] Durant la batalla de Freetown, va ser fonamental en la lluita contra els insurgents del Front Revolucionari Unit des d'un Mil Mi-24 Hind i en proporcionar suport aeri a les forces britàniques que executaven l'operació Barras. Ha fundat la seva pròpia companyia paramilitar, Jesa Air West Africa,[162] i continua volant helicòpters per a l'Iraq i Somàlia.[164]
- Simon Mann va ser declarat culpable a Zimbabwe d′"intent de comprar armes" (BBC 27 d'agost) suposadament per un cop d'estat a Guinea Equatorial el 2004.[165]

##### Crisi del Congo

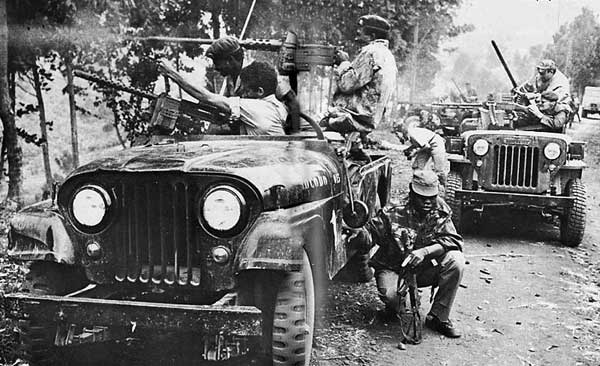
Mercenaris blancs lluitant al costat de les tropes congoleses el 1964

La crisi del Congo (1960–1965) va ser un període d'agitació a la Primera República del Congo que va començar amb la independència nacional de Bèlgica i va acabar amb la presa del poder per part de Joseph Mobutu. Durant la crisi, els mercenaris van ser empleats per diverses faccions, i també de vegades ajudaven les Nacions Unides i altres pacificadors.
El 1960 i el 1961, Mike Hoare va treballar com a mercenari al comandament d'una unitat de parla anglesa anomenada "4 Commando", que recolzava una facció a Katanga, una província que intentava separar-se del recentment independent Congo sota el lideratge de Moïse Tshombe. Hoare va fer una crònica de les seves gestes al seu llibre "El camí a Kalamata".
El 1964, Tshombe (aleshores primer ministre del Congo) va contractar el major Hoare per dirigir una unitat militar anomenada "5 Commando", formada per uns 300 homes, la majoria dels quals eren sud-africans. La missió de la unitat era lluitar contra un grup rebel anomenat "Simbas", que ja havia capturat gairebé dos terços del país.
A l'operació Dragon Rouge, el "5 Commando" va treballar en estreta cooperació amb paracaigudistes belgues, pilots exiliats cubans i mercenaris contractats per la CIA. L'objectiu de l'Operació Dragon Rouge era capturar Stanleyville i salvar diversos centenars de civils (la majoria europeus i missioners) que eren ostatges dels rebels Simba. L'operació va salvar moltes vides; tanmateix, l'Operació va danyar la reputació de Moïse Tshombe, ja que va veure el retorn de mercenaris blancs al Congo poc després de la independència i va ser un factor en la pèrdua de suport de Tshombe del president del Congo Joseph Kasa-Vubu que el va destituir del seu càrrec.
Al mateix temps, Bob Denard comandava el "6 Commando" de parla francesa, "Black Jack" Schramme comandava el "10 Commando" i William "Rip" Robertson comandava una companyia d'exiliats cubans anticastristes.
Més tard, el 1966 i el 1967, alguns antics mercenaris de Tshombe i gendarmes katanges van protagonitzar els amotinaments dels mercenaris.

##### Biafra
Els mercenaris van lluitar per Biafra a la quarta brigada de comandaments dirigida per Rolf Steiner durant la guerra civil nigeriana (1967–1970). Altres mercenaris van fer volar avions per als biafrans. L'octubre de 1967, per exemple, un DC-4M Argonaut de la Royal Air Burundi, pilotat pel mercenari Heinrich Wartski, també conegut com Henry Wharton, va aterrar al Camerun amb subministraments militars destinats a Biafra.
S'esperava que l'ocupació de mercenaris a Nigèria tingués un impacte similar al del Congo, però els mercenaris van resultar en gran manera ineficaços. L'historiador britànic Philip Baxter va escriure que la diferència principal era que les milícies congoleses comandades per líders gairebé sense experiència militar no eren rivals per als mercenaris, i, per contra, els oficials de l'exèrcit nigerià entrenats a Sandhurst eren d'un "calibre totalment superior" que els líders de la milícia congolesa. A causa de la mort de gran part del lideratge de l'exèrcit nigerià en dos cops d'estat el 1966, encara quedaven prou graduats de Sandhust el 1967 per mantenir unit l'exèrcit nigerià i proporcionar prou professionalitat militar per derrotar els mercenaris. L'octubre de 1967, la majoria dels mercenaris que esperaven victòries fàcils com les guanyades al Congo ja havien abandonat Biafra, queixant-se que els nigerians eren un oponent molt més dur que els estaven derrotant a la batalla.
Quan se li va preguntar sobre l'impacte dels mercenaris blancs, el general Philip Effiong, el cap de l'estat major de Biafra va respondre: "No havien ajudat. No hauria fet cap diferència si ni un sol d'ells vingués a treballar per a les forces secessionistes. Rolf Steiner es va quedar més temps. Va ser més una mala influència que qualsevol altra cosa." Un oficial de Biafra, Fola Oyewole, va escriure sobre el saqueig de Steiner a finals de 1968: "La marxa de Steiner de Biafra va treure la brillantor als mercenaris blancs, el mite de la superioritat de l'home blanc en l'art de fer de soldat". Oyewole va escriure que els mercenaris blancs eren odiats per la gent normal de Biafra a causa del seu comportament altíssim; una tendència a retrocedir quan semblava possible que els nigerians estaven a punt de tallar-los en comptes de mantenir-se; i una afició pel saqueig, assenyalant que els mercenaris europeus semblaven més interessats a robar el màxim possible en comptes d'ajudar Biafra."
El maig de 1969, el comte Carl Gustaf von Rosen va formar un esquadró de cinc avions lleugers conegut com els "Nadons de Biafra", que van atacar i destruir avions a reacció nigerians a terra i van lliurar ajuda alimentària. El comte von Rosen va ser assistit per l'expilot de caça de la RCAF Lynn Garrison.

##### Angola
El 1975, John Banks, un anglès, va reclutar mercenaris per lluitar pel Front Nacional d'Alliberament d'Angola (FNLA) contra el Moviment Popular per a l'Alliberament d'Angola (MPLA) en la guerra civil que va esclatar quan Angola va obtenir la independència de Portugal el 1975. Als Estats Units, David Bufkin, un heroi mercenari autoproclamat, va iniciar una campanya de reclutament a la revista Soldier of Fortune demanant que voluntaris anticomunistes, especialment veterans del Vietnam, lluitessin a Angola com a mercenaris, afirmant ser finançats per 80.000 dòlars per la CIA. De fet, Bufkin era un antic soldat de l'exèrcit nord-americà "que s'ha aturat diverses vegades, ha estat jutjat per violació i ha estat dins i fora de la presó diverses vegades", no tenia 80.000 dòlars, no va rebre el suport de la CIA, en canvi, sent un estafador que havia robat la major part dels diners que li pagaven. Bufkin va aconseguir portar una dotzena de mercenaris nord-americans a Angola, on diversos d'ells van morir en acció i la resta van ser capturats.
Un dels líders dels mercenaris va ser Costas Georgiou (l'autoanomenat "coronel Callan"), que va ser descrit pel periodista britànic Patrick Brogan com un assassí psicòpata que va executar personalment catorze dels seus companys mercenaris per covardia, i que va ser extremadament brutal contra els negres. Al cap de 48 hores de la seva arribada a Angola, Georgiou ja havia dirigit els seus homes a desarmar i massacrar un grup de combatents de l'FNLA (els seus suposats aliats), que va matar només per "divertir-se". En el seu judici, es va establir que Georgiou havia assassinat personalment almenys 170 angolesos. Inepte com a cap militar, ja que era brutal, Georgiou va fracassar notablement com a comandant. Entre 1975 i 1976 es creia que el reclutament de mercenaris blancs per lluitar a Angola tindria un impacte similar al que van tenir els mercenaris al Congo durant la dècada de 1960, però a Angola els mercenaris van fracassar completament, ja que Brogan va descriure els seus esforços com una "debacle". En tot cas, els mercantils blancs amb el seu menyspreu pels negres o, en el cas de Georgiou, l'odi assassí semblava haver deprimit la moral del costat de l'FNLA.
Molts dels mercenaris d'Angola no eren antics soldats professionals com deien que ho havien estat, sinó merament fantàstics que s'havien inventat heroics registres de guerra per ells mateixos. Els mercenaris fantàstics no sabien utilitzar les seves armes correctament, i sovint es ferien a ells mateixos i als altres quan intentaven utilitzar armes que no entenien del tot, fet que va provocar que alguns d'ells fossin executats per l'assassí psicòpata Georgiou que no tolerava el fracàs. El 27 de gener de 1976, un grup de 96 mercenaris britànics van arribar a Angola i, en una setmana, una dotzena s'havien mutilat accidentalment intentant utilitzar armes amb les quals afirmaven falsament ser competents. Les forces de l'MLPA estaven millor organitzades i dirigides, i l'enviament de 35.000 militars de l'exèrcit cubà el novembre de 1975 va decidir la guerra per a l'MLPA. Els relats cubans de la guerra d'Angola parlen dels esforços dels mercenaris en un to de menyspreu, ja que els veterans cubans afirmen que els mercenaris eren pobres soldats que no tenien problemes per derrotar.
Quan va ser capturat, el paper de John Derek Barker com a líder de mercenaris al nord d'Angola va fer que els jutges l'enviessin a enfrontar-se a l'escamot d'afusellament. Nou més van ser empresonats. Tres més van ser executats: el nord-americà Daniel Gearhart va ser condemnat a mort per anunciar-se com a mercenari en un diari nord-americà; Andrew McKenzie i Costas Georgiou, que havien servit a l'exèrcit britànic, van ser condemnats a mort per assassinat. Georgiou va ser afusellat el 1976. El cosí de Costas, Charlie Christodoulou, va resultar mort en una emboscada.
Els empleats d'Executive Outcomes, els capitans Daniele Zanata i Raif St Clair (que també va participar en l'avortat cop d'estat de les Seychelles de 1981), van lluitar en nom del MPLA contra la Unió Nacional per a la Independència Total d'Angola (UNITA) als anys noranta en violació del Protocol de Lusaka.

##### El cop d'estat de les Comores
Un dels principals objectius de la política exterior francesa era i continua sent mantenir l'esfera d'influència francesa en el que s'anomena Françafrique. El 1975, Ali Soilih va prendre el poder a les Comores mitjançant un cop d'estat, i es va mostrar poc disposat a acceptar el punt de vista francès que la seva nació formava part de Françafrique. Descontent amb Soilih, el servei secret francès, el 1978 el Service de Documentation Extérieure et de Contre-Espionnage va contractar el mercenari francès Bob Denard per envair les Comores per enderrocar Soilih. El fet de fer de les Comores un objectiu temptador per a Denard va ser la seva petita grandària, que constava només de tres illes a l'oceà Índic. A més, Soilih havia abolit l'exèrcit de les Comores, substituint l'exèrcit per una milícia coneguda com a Moissy, formada majoritàriament per nois adolescents amb només la formació militar més rudimentària. El Moissy, que es va inspirar a la Guàrdia Roja a la Xina, existia principalment per aterroritzar els oponents de Soilih i estava comandat per un noi de 15 anys, nomenat únicament per la seva devoció cega a Soilih.
La nit del 13 de maig de 1978, Denard i 42 mercenaris més van desembarcar a l'illa de Gran Comore, van aniquilar Moissy, mal entrenat i mal comandat, cap dels quals no tenia experiència militar, i al matí les Comores eren seves. El president Soilih estava consumit de marihuana i nu al seu llit juntament amb tres col·legials adolescents nues mirant una pel·lícula pornogràfica, quan Denard va donar una puntada de peu a la porta de la seva habitació per informar-lo que ja no era president. Més tard, Soilih va ser tret i afusellat amb l'excusa oficial que va ser "disparat mentre intentava escapar". El nou president de les Comores, Ahmed Abdallah, era un líder titella i el veritable governant de les Comores va ser el coronel Denard, que va portar les Comores de nou a Françafrique.
Com a governant, Denard va demostrar ser extremadament cobdiciós mentre va saquejar amb rapaci l'economia de les Comores per convertir-se en un home molt ric. Denard va servir com a comandant de la Guàrdia Presidencial de les Comores i es va convertir en el terratinent més gran de les Comores, desenvolupant les millors terres al costat del mar en complexos turístics de luxe per a turistes que volien gaudir dels tròpics. Denard es va convertir a l'islam (la religió predominant a les Comores), i va aprofitar les regles islàmiques sobre la poligàmia per mantenir-se un harem de dones comorianes. Oficialment, França estava compromesa amb les sancions de les Nacions Unides contra el govern de l'apartheid de Sud-àfrica, que les empreses franceses i sud-africanes van eludir a través de les Comores, una forma de trencament de sancions que va ser tolerada per Denard sempre que rebés la seva comissió dels beneficis.
En última instància, les travessies de Denard com a "gran conqueridor blanc" de les Comores i el seu estil de vida fastuós el van fer vergonya per al govern francès, ja que hi havia acusacions que França estava compromesa amb el neocolonialisme a les Comores. Al mateix temps hi havia alternatives a Denard en forma de polítics negres comorians que volien fora Denard, però estaven disposats a mantenir les Comores a Françafrique, la qual cosa permetria a París assolir els seus objectius sense la vergonya d'un europeu blanc que explotava un país habitat pels negres africans. Quan Abdallah va intentar destituir Denard com a comandant de la Guàrdia Presidencial, Denard el va fer assassinar el 26 de novembre de 1989. En aquell moment, el govern francès, que tenia un lideratge alternatiu al seu lloc, va intervenir enviant paracaigudistes per treure Denard i els altres mercenaris de les Comores mentre instal·laven Said Mohamed Djohar com a president.
El 28 de setembre de 1995, Denard va tornar a envair les Comores, però aquesta vegada, París estava en contra de la invasió i 600 paracaigudistes van ser enviats a les Comores per fer sortir Denard i els seus mercenaris. Denard va ser acusat a França de l'assassinat del president Abdallah, però va ser absolt per manca de proves. El 2006, va ser declarat culpable de conspiració per enderrocar el govern de les Comores el 1995, però en aquest moment Denard patia la malaltia d'Alzheimer i no va complir ni un dia a la presó, sinó que va morir en un hospital de París el 13 de març. Octubre de 2007.

##### La invasió de les Seychelles
El 1981, "Mad Mike" Hoare va ser contractat pel govern de Sud-àfrica per liderar una invasió de les Seychelles amb l'objectiu de destituir el president d'esquerres France-Albert René, que havia criticat rotundament l'apartheid, i substituir-lo per un altre més líder favorable a l'apartheid. Disfressat com a club de begudes, Ye Ancient Order of Froth-Blowers, i com a jugadors de rugbi, Hoare va dirigir una força de 53 homes a l'aeroport de Port Larue el 25 de novembre de 1981. Els homes de Hoare no van aconseguir accedir al país fàcilment: la duana de l'aeroport com un agent de duanes alerta es va adonar que un dels "jugadors de rugbi" tenia un rifle d'assalt AK-47 amagat a l'equipatge. El que va seguir va ser un tiroteig a l'aeroport entre els homes de Hoare i els agents de duanes de les Seychelles. Adonant-se que la invasió estava condemnada, Hoare i els seus homes van escapar segrestant un avió d'Air India que els va portar de tornada a Sud-àfrica. El fiasco de la invasió de les Seychelles va marcar l'inici de la decadència del tradicional soldat de fortuna, centrat al voltant d'una figura carismàtica com Hoare o Denard, i un canvi a la companyia militar privada corporativitzada, dirigida per homes que evitaven els protagonismes.

##### Eritrea i Etiòpia
Ambdues parts van contractar mercenaris a la Guerra Eritrea-Etiòpia des de 1998 fins a 2000. Es creia que els mercenaris russos estaven volant a les forces aèries d'ambdós bàndols.

##### Sierra Leone

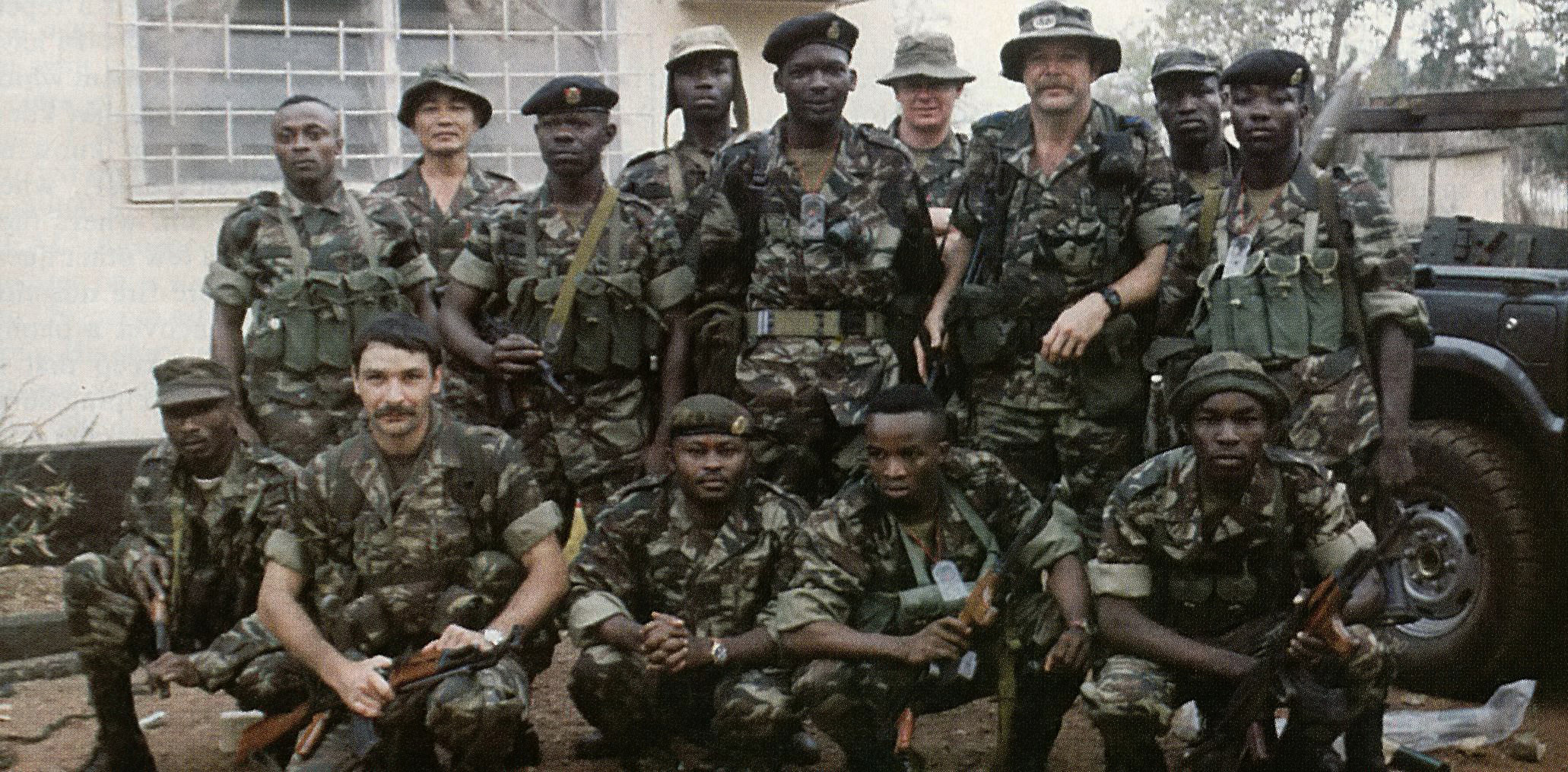
Robert C. MacKenzie (dempeus, ales al barret) amb alguns dels comandaments de Sierra Leone que estava entrenant amb els guàrdies de seguretat Gurkha

El nord-americà Robert C. MacKenzie va ser assassinat a Malal Hills el febrer de 1995, mentre comandava els guàrdies de seguretat Gurkha (GSG) a Sierra Leone. Els GSG es van retirar poc després i va ser substituït per Executive Outcomes. Tots dos van ser emprats pel govern de Sierra Leone com a consellers militars i per entrenar els soldats del govern. S'ha al·legat que les empreses van proporcionar soldats que van participar activament en la lluita contra el Front Unit Revolucionari (RUF).
L'any 2000, el programa d'afers internacionals Foreign Correspondent de l'Australian Broadcasting Corporation (ABC-TV) va emetre un reportatge especial "Sierra Leone: Soldiers of Fortune", centrat en antics membres de 32BN i Recce que operaven a Sierra Leone mentre servien per SANDF. Oficials com De Jesus Antonio, TT D Abreu Capt Ndume i Da Costa van ser l'avantguarda a causa de les seves habilitats lingüístiques i de combat i també per les gestes del pilot sud-africà Neall Ellis i la seva canonera MI-24 Hind. L'informe també va investigar els fracassos de la Força de Manteniment de la Pau de les Nacions Unides i la participació de mercenaris i contractistes militars privats en la prestació de suport vital a les operacions de l'ONU i les Operacions Especials de l'exèrcit britànic a Sierra Leone el 1999-2000.

##### Guinea Equatorial
L'agost de 2004 hi va haver un complot, que més tard es coneix com el "Cop de Wonga",per enderrocar el govern de Guinea Equatorial a Malabo. Actualment, vuit soldats sud-africans de l'era de l'apartheid, organitzats per Neves Matias (l'antic major Recce i De Jesus Antonio antic capità a 2sai BN) amb (el líder del qual és Nick du Toit) i cinc homes locals es troben a la presó de Black Beach a l'illa. Se'ls acusa de ser avançada d'un cop d'estat per posar Severo Moto al poder. Sis tripulants armenis, també condemnats per implicació en el complot, van ser alliberats el 2004 després de rebre un indult presidencial. La CNN va informar el 25 d'agost que:
| « | L'acusat Nick du Toit va dir que l'any passat va ser presentat a Thatcher a Sud-àfrica per Simon Mann, el líder de 70 homes arrestats a Zimbàbue el març, sospitosos de ser un grup de mercenaris que es dirigien a Guinea Equatorial. | » |

Va ser planejat, suposadament, per Simon Mann, un antic oficial del SAS. El 27 d'agost de 2004 va ser declarat culpable a Zimbàbue d'haver comprat armes, suposadament per utilitzar-les en el complot (va admetre que havia intentat adquirir armes perilloses, però va dir que havien de vigilar una mina de diamants a la República Democràtica del Congo). S'al·lega que hi ha un rastre de paper d'ell que implica a Sir Mark Thatcher, Lord Archer i Ely Calil (un comerciant de petroli britànic-libanès).
La BBC va informar en un article titulat "Q&A: Equatorial Guinea coup plot":
| « | El programa de televisió Newsnight de la BBC va veure els registres financers de les empreses de Simon Mann mostrant grans pagaments a Nick du Toit i també arribant uns 2 milions de dòlars, tot i que diuen que la font d'aquest finançament és en gran part impossible de localitzar. | » |

La BBC va informar el 10 de setembre de 2004 que a Zimbàbue:
| « | [Simon Mann], el líder britànic d'un grup de 67 presumptes mercenaris acusats de conspirar un cop d'estat a Guinea Equatorial ha estat condemnat a set anys de presó... Els altres passatgers van rebre 12 mesos de presó per infringir les lleis d'immigració mentre els dos pilots va tenir 16 mesos... El tribunal també va ordenar la confiscació del Boeing 727 de 3 milions de dòlars de Mann i 180.000 dòlars trobats a bord. | » |

##### Líbia
Es va suposar que Muammar Gaddafi va utilitzar soldats mercenaris durant la guerra civil líbia de 2011, inclosos tuaregs de diverses nacions d'Àfrica. Molts d'ells havien format part de la seva Legió Islàmica creada el 1972. Els informes diuen que al voltant de 800 havien estat reclutats de Níger, Mali, Algèria, Ghana i Burkina Faso. A més, un petit nombre de mercenaris d'Europa de l'Est també han aparegut donant suport al règim de Gaddafi. La majoria de les fonts han descrit aquestes tropes com a veterans serbis professionals del conflicte iugoslau, incloent franctiradors, pilots i experts en helicòpters. Alguns observadors, però, especulen que poden ser de Polònia o Bielorússia. Aquest últim ha negat les afirmacions rotundament; el primer els està investigant. Tot i que el govern serbi ha negat que cap dels seus nacionals estigui servint actualment com a soldats mercenaris al nord d'Àfrica, cinc d'aquests homes han estat capturats pels rebels anti-Gaddafi a Trípoli i, suposadament, diversos altres també han lluitat durant la segona batalla de Bengasi. Més recentment, es van contractar diversos mercenaris blancs sud-africans no identificats per portar Gaddafi i els seus fills a l'exili al Níger. Els seus intents van ser frustrats per l'activitat aèria de l'OTAN poc abans de la mort de l'home fort derrocat de Líbia. Nombrosos informes han indicat que l'equip encara estava protegint Saif al-Islam Gaddafi poc abans de la seva recent detenció.
Amnistia Internacional ha afirmat que aquestes acusacions contra Gaddafi i l'estat libi van resultar ser falses o no tenien cap prova. Human Rights Watch ha indicat que si bé molts migrants estrangers van ser acusats erròniament de lluitar amb Gaddafi, també hi havia mercenaris genuïns de diverses nacions que van participar en el conflicte.
Més recentment, el 2020, almenys diversos centenars de mercenaris del Grup Wagner rus han estat lluitant al costat del senyor de la guerra, el general Khalifa Haftar, a qui dóna suport el govern de Rússia. Els mercenaris del Grup Wagner van arribar a Líbia a finals de 2019. El Grup Wagner ha destacat com a franctiradors, i un resultat de la seva arribada va ser un ràpid augment del nombre de morts de franctiradors al bàndol contrari que té Trípoli. En resposta, el govern de Turquia ha contractat 2.000 mercenaris sirians per lluitar per la facció contraria a la qual està donant suport a la guerra civil líbia.
Des del 2019, Turquia va desplegar mercenaris sirians a Líbia (vegeu: Intervenció militar turca a la Segona Guerra Civil Líbia). Al juliol de 2020 Al Arabiyah va informar que Turquia va enviar mercenaris sirians, tunisians, egipcis i sudanesos a Líbia.
Un informe de novembre de 2020 del grup de defensa dels drets humans Human Rights Watch va afirmar que aproximadament centenars d' homes sudanesos van ser contractats per una empresa de seguretat emiratí Black Shield Security Services com a guàrdies de seguretat de centres comercials i hotels als Emirats Àrabs Units, però que posteriorment van ser enganyats perquè lluitessin a la guerra civil líbia. S'ha informat que 390 homes van ser reclutats de Khartum, dels quals 12 van parlar amb HRW i van dir que els havien fet viure al costat de combatents libis alineats amb el general Khalifa Haftar, recolzat pels Emirats Àrabs Units. Els reclutes van ser contractats per salvaguardar les instal·lacions petrolieres controlades per les forces de Haftar.

## Cibermercenari
Un cibermercenari és un actor no estatal que porta a terme atacs cibernètics per a estats nacionals de lloguer. Els actors estatals poden utilitzar els cibermercenaris com a front per intentar allunyar-se de l'atac amb una negació plausible.

### Històrica
- Atwood, Rodney. The Hessians: Mercenaries from Hessen-Kassel in the American Revolution (Cambridge University Press, 1980).
- Avant, Deborah. "From mercenary to citizen armies: Explaining change in the practice of war." International Organization (2000): 41–72. online[Enllaç no actiu]
- Fetter, Frank Whitson. “Who Were the Foreign Mercenaries of the Declaration of Independence?” Pennsylvania Magazine of History and Biography, vol. 104, no. 4, 1980, pp. 508–513. online
- Ingrao, Charles. "" Barbarous Strangers": Hessian State and Society during the American Revolution." American Historical Review 87.4 (1982): 954–976 online
- Ingrao, Charles W. The Hessian mercenary state: ideas, institutions, and reform under Frederick II, 1760–1785 (Cambridge University Press, 2003).
- Niccolò Machiavelli. The Prince. 1532. Ch. 12.
- "Military science in western Europe in the sixteenth century." Prologue: The nature of armies in the 16th century
- Mockler, Anthony. The Mercenaries: The Men Who Fight for Profit – from the Free Companies of Feudal France to the White Adventurers in the Congo. Macmillan, 1969.Plantilla:ISBN?
- Percy, Sarah. Mercenaries: The history of a norm in international relations (Oxford University Press, 2007).Plantilla:ISBN?
- Schmidt, H. D. "The Hessian Mercenaries: The Career of a Political Cliché." History 43.149 (1958): 207–212 online
- Scullard, Howard H. «Carthage and Rome». A: Walbank, F. W.. Cambridge Ancient History: Volume 7, Part 2. 2nd.  Cambridge: Cambridge University Press, 2006, p. 486–569. ISBN 978-0-521-23446-7.
- Thomson, Janice E. Mercenaries, pirates, and sovereigns: state-building and extraterritorial violence in early modern Europe. Princeton University Press, 1994. ISBN 1400808014 Describes the building of the modern state system through the states' "monopolization of extraterritorial violence."
- Underwood, Matthew. "Jealousies of a standing army: the use of mercenaries in the American revolution and its implications for Congress's role in regulating private military firms." 'Northwestern University Law Review 106 (2012): 317-349.

### Des de 1970
- Guy Arnold. Mercenaries: The Scourge of the Third World. Palgrave Macmillan, 1999. ISBN 978-0312222031
- Doug Brooks & Shawn Lee Rathgeber. "The Industry Role in Regulating Private Security Companies", Canadian Consortium on Human Security – Security Privatization: Challenges and Opportunities, Vol. 6.3, University of British Columbia, March 2008.
- Anthony Mockler. Hired Guns and Coups d'Etat: Mercenaries: Thirty Years 1976–2006. Hunter Mackay, 2007.
- Anthony Mockler. The New Mercenaries: The History of the Mercenary from the Congo to the Seychelles. Paragon House, 1987.Plantilla:ISBN?
- Robert Young Pelton. Hunter Hammer and Heaven, Journeys to Three World's Gone Mad, ISBN 1585744166
- Jeremy Scahill. Blackwater: The Rise of the World's Most Powerful Mercenary Army, Nation Books, 2007. ISBN 1560259795
- Peter J. Woolley. "Soldiers of Fortune," The Common Review, v. 5, no. 4(2007), pp. 46–48. Review essay.

### Status al dret internacional
- Marina Mancini; Private Military and Security Company Employees: Are They the Mercenaries of the Twenty-first Century?, EUI Working Paper AEL 2010/5, European University Institute, San Domenico di Fiesole, 2010, ISSN 1831-4066.
- Katherine Fallah; Corporate Actors: the Legal Status of Mercenaries in Armed Conflict Arxivat 2010-04-24 a Wayback Machine., International Review of the Red Cross, (2006)
- Eliav Lieblich; "The Status of mercenaries in International Armed Conflict as a case of politicization of International Humanitarian Law", Bucerius Law Journal, (2009)

### Empreses privades militars (Private military companies - PMCs)
- Robert Young Pelton; Licensed to Kill: Hired Guns in the War on Terror, Crown, (2006), ISBN 1400097819
- José Alvear Restrepo Lawyers' Collective; Private Security Transnational Enterprises in Colombia Arxivat 17 April 2008[Date mismatch] a Wayback Machine. February 2008